# Juan José Castelli
Juan José Antonio Castelli (Buenos Aires, 19 de julio de 1764 - 12 de octubre de 1812) fue un abogado y funcionario del Virreinato del Río de la Plata. Participó en forma activa en política frente a la crisis de la monarquía y en el movimiento juntista que se produjo en Buenos Aires en mayo de 1810. Por su discurso en el Cabildo Abierto del día 22 se lo conoce como «el Orador de Mayo». El Cabildo Gobernador lo designó como vocal en las juntas de gobierno que asumieron el 24 y el 25 de mayo.
Fue nombrado representante de la Junta en el Ejército Auxiliar y ante los pueblos del interior, con amplios poderes políticos, administrativos y militares. Fue destituido tras la derrota en Huaqui y al regresar a Buenos Aires se le inició un juicio de residencia que se interrumpió por su fallecimiento, debido a un cáncer en la lengua.

## Familia y educación
Juan José Castelli nació en Buenos Aires, en ese entonces parte integrante del Virreinato del Perú (con capital en Lima). Fue el primero de los siete hijos del médico veneciano Ángel Castelli Salomón y de María Josefa Villarino. Su abuela materna era hermana del abuelo materno de Manuel Belgrano, por esa razon Juan José era su primo segundo.
El 17 de febrero de 1779, Castelli ingresó al prestigioso Real Colegio de San Carlos, institución que había iniciado su actividad docente seis años antes. Lo hizo en el curso de Lógica a cargo del doctor Pantaleón Rivarola. Una vez aprobado, al año siguiente, ingresó al curso de Física pero al final del periodo lectivo su nombre no figuró entre los egresados.
Según una tradición familiar, un pariente rico había dispuesto en su testamento un legado o manda para un hijo del matrimonio Castelli que quisiera ordenarse de sacerdote. Para aprovechar esta oportunidad, los padres decidieron que Juan José fuera a estudiar a Córdoba, en el famoso Real Colegio Convictorio de Nuestra Señora de Monserrat, que dependía de la Universidad Real de Córdoba del Tucumán y a donde convergían alumnos de distintos lugares del virreinato. Como el nombre lo indica, era un colegio donde los alumnos podían vivir mientras estudiaban. Para ingresar, Castelli cumplió con los requisitos de ser cristiano viejo, estar limpio de toda sangre de herejes y ser hijo de matrimonio legítimo. Fueron sus compañeros: Pedro y Mariano Medrano, Manuel Alberti, Juan Ignacio y José Ignacio Gorriti, Nicolás Laguna, José Gaspar Rodríguez de Francia. También compartió el colegio con Saturnino Rodríguez Peña y Antonio de Esquerrenea, que serán sus amigos toda la vida.
Durante 1781 y 1782, Castelli cursó las materias de gramática y latinidad. En febrero de este último año, el colegio Monserrat se trasladó al edificio donde funcionará hasta la actualidad. Castelli fue uno de los alumnos que inauguró esa nueva sede. Una vez completado este ciclo pasó al universitario cursando filosofía y teología durante tres años. Luego de permanecer cinco años en Córdoba, en octubre de 1785, volvió a Buenos Aires, con la decisión de no seguir la carrera sacerdotal por la que no sentía ninguna vocación.
Por razones que no se conocen, Castelli no siguió los pasos de su primo Manuel Belgrano, que había sido enviado a continuar sus estudios a la Universidad de Salamanca, en España. En octubre de 1786, Belgrano desembarcó en La Coruña y al mes siguiente intentó inscribirse en Salamanca. Dos meses antes, en agosto de 1786, Castelli llegó a Chuquisaca y, tras aprobar el difícil examen de ingreso, juró como recipiendario ante el ministro director de la Real Academia Carolina de Practicantes Juristas de Charcas y demás autoridades. Una de las cuatro promesas que hizo fue «defender la sanción XV del Concilio Constantiense en que se proscribe el regicidio y el tiranicidio», lo que obligaba a los futuros doctores, no solo a defender y conservar la justicia, sino también la fidelidad al rey.
Durante dos años estudió y realizó prácticas en dicha academia, la cual constituía una institución para-universitaria de asistencia obligatoria donde, mediante el método de estudio de «casos», los alumnos realizaban prácticas diarias en la que desempeñaban diversas funciones procesales. Ésta había sido fundada en 1776, tras la expulsión de los jesuitas y constituía «un espacio donde se encontraban y tensionaban la Universidad y la administración política» lo que la constituía en un espacio libre del ámbito eclesiástico.
Hacia finales del siglo XVIII, la Academia Carolina se consolidó como el principal centro de formación jurídica en el ámbito del Virreinato del Río de la Plata. Su preeminencia en la enseñanza del derecho atrajo a numerosos estudiantes provenientes de distintas regiones, dada la ausencia de otras instituciones equivalentes en la jurisdicción. A diferencia de otras instituciones educativas de orientación tradicional, la Academia se destacó por su relativa autonomía respecto de las corrientes escolásticas y de las estructuras eclesiásticas, lo que favoreció la emergencia de un clima intelectual abierto a la reflexión crítica. En ese contexto, no solo se abordaban materias jurídicas, sino también debates filosóficos y políticos propios del pensamiento ilustrado, como la naturaleza de la autoridad política y los fundamentos de los derechos del pueblo, anticipando así algunas de las preocupaciones centrales de la modernidad política en el Río de la Plata.
Castelli recibió una educación que estructuró su universo jurídico-conceptual en tres niveles: el primero fue el escolástico, basado en textos teológicos y políticos españoles: Francisco de Vitoria, Francisco Suárez, etc.; el segundo fue una mezcla de saber técnico-jurídico con una práctica sobre casos reales. La base teórica de este nivel no abandonó el tradicional Código de Justiniano, la Recopilación de Leyes de las Indias, Juan de Solórzano Pereira, etc., lo novedoso fue la forma y los objetivos cómo se encaraban esos contenidos. El tercer nivel fue el Iluminismo. Los iluministas españoles, Benito Jerónimo Feijoo, Pedro Rodríguez de Campomanes o el napolitano Gaetano Filangieri eran consultados por alumnos y examinadores. El Espíritu de las Leyes de Montesquieu se citó con frecuencia en los alegatos, y su concepción de una monarquía constitucional que pudiera limitar el despotismo de los ministros tuvo muchos adherentes. La Ilustración estuvo «indudablemente de moda [...] en su versión elitista, como signo, código de reconocimiento entre gente cultivada, entre los hombres de buena compañía». Todos estos conocimientos le permitieron a Castelli desempeñarse con eficacia en puestos administrativos y políticos.
En Córdoba compartió el colegio con Domingo Belgrano, hermano de Manuel. En Chuquisaca estuvo con otro de los hermanos que también estudiaba allí: José Gregorio Belgrano. En las cartas, que tanto Domingo como José Gregorio, enviaban a su familia, aparecen noticias del primo Castelli, de los avances en sus estudios y los saludos que este enviaba a la familia Belgrano. El dinero y otros recursos requeridos por Juan José para solventar su estadía y educación en Chuquisaca fueron proporcionados por comerciantes de esa ciudad relacionados con Domingo Belgrano Peri y que eran cancelados en Buenos Aires por el padrastro de Castelli, José Joaquín Terreros.
Entre marzo y abril de 1788, con 24 años de edad, regresó a Buenos Aires pasando por Potosí, ciudad donde pudo comprobar la enorme riqueza de los azogueros y la gran miseria de miles de indios que eran explotados en las minas.
En el año 1791, una vez cumplidos los requisitos establecidos por la normativa vigente, Juan José Castelli obtuvo la habilitación oficial para ejercer como abogado ante la Real Audiencia de Buenos Aires. A partir de entonces, estableció su estudio jurídico en la residencia familiar donde desarrolló una activa práctica profesional. En dicho ámbito contó con la asistencia de escribientes y pasantes, entre ellos el joven paraguayo Mariano Antonio Molas, quien años más tarde adquiriría notoriedad política al participar en los congresos celebrados en Asunción a partir de 1810.
En 1794 se casó con María Rosa Lynch (hija del irlandés Patricio Lynch y de Rosa Galayn) y tuvieron como hijos a Ángela María (septiembre de 1794), Luciano Natal Bautista Patricio (1795), Pedro Segundo Bonifacio Sabino (1796), Alejandro Francisco José (1804) y Juana Josefa. A través de su cuñado, Justo Pastor Lynch, de importante fortuna, pudo relacionarse con altos funcionarios coloniales y clero.
Su desarrollo profesional le permitió comprar, en agosto de 1798 la chacra de 335 hectáreas que perteneciera al obispo Manuel Azamor y Ramírez, 11 km al noroeste de la capital virreinal, en el actual barrio de Núñez. Tomó posesión de esta finca el 7 de diciembre de 1798, y trasladó allí su vivienda en 1806 luego de fallecer su madre el 2 de junio. Eran sus vecinos en la zona Miguel de Azcuénaga, José Darregueira, Juan Larrea, Cornelio Saavedra y el norteamericano David Curtis De Forest. En dicha chacra tuvo sembrados y una fábrica de ladrillos.

## Actuación como funcionario colonial

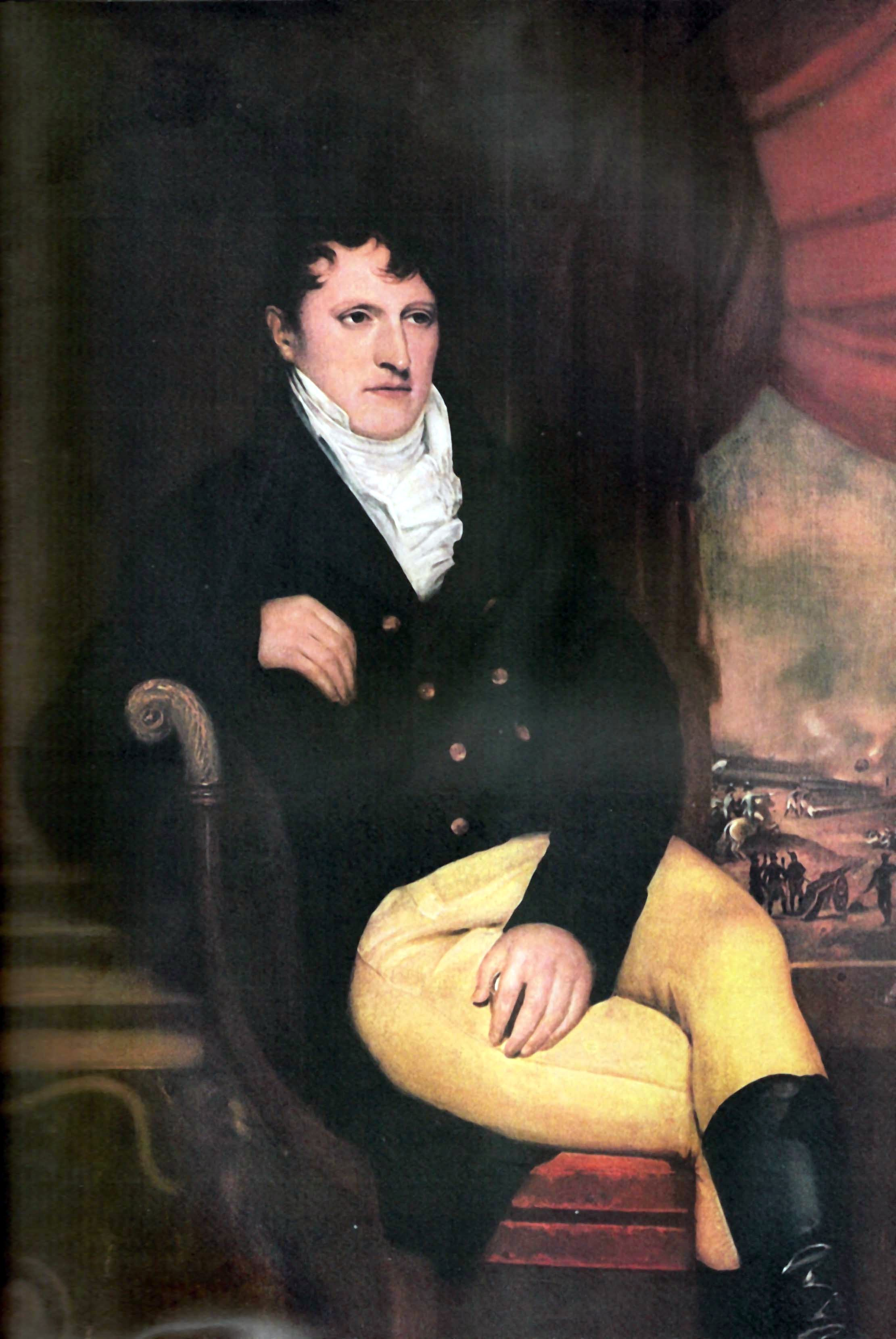
Manuel Belgrano compartió con su primo Castelli la labor en el Consulado y en el periodismo.

El 18 de mayo de 1779 ―quince años antes de la creación del Consulado― los comerciantes de Buenos Aires lograron constituir una Junta que se formalizó como cuerpo representativo o corporación. Constituían un grupo heterogéneo que se diferenciaban:
a) por el lugar de residencia permanente (España, «golondrinas» y Buenos Aires) y,
b) por la actividad más importante a la que se dedicaban.
A estas características, y como variable dependiente de ellas, se agregaba el hinterland geográfico donde cada grupo desarrollaba su actividad y que, es obvio, afectaba en forma directa sus decisiones comerciales. Este último factor también dividió a los comerciantes entre sí y a todos estos del grupo de los hacendados.
El 12 de septiembre de 1791, a pedido de los hacendados, el virrey Arredondo publicó un bando que aumentó los controles sobre el mercado de los cueros para evitar las prácticas de acaparamiento, venta de cueros sin marca o robados. También impuso penas más severas a los infractores. Los comerciantes protestaron por la posibilidad de perder un embarque que tuviera un solo cuero fuera de regla o que apoderados de los hacendados pudieran inspeccionar sus depósitos y, en general, por la intromisión del gobierno y terceros, en un ámbito que era exclusivo de la corporación que a su vez se atribuía la representación de los intereses no solo de los comerciantes sino de toda la comunidad y de la misma Corona. El conflicto entre las partes se mantuvo pese a que el virrey atenuó algunas de las medidas y a una Orden Real que determinó la intervención de la Real Audiencia en el asunto.
En forma paralela, e independiente del bando del virrey Arredondo, la Corona sancionó la Real Cédula del 24 de noviembre de 1791 que autorizó la importación de esclavos y que al retornar los buques pudieran cargarse con frutos del país. Esto generó otro reclamo de la corporación mercantil, donde sostenían que los cueros no podían ser considerados como frutos del país. La realidad era que esta nueva actividad afectaba la posición dominante que tenían los «comerciantes cargadores o mayoristas» en el mercado de cueros porque ahora debían competir con los comerciantes esclavistas cuyos intereses coincidían y se complementaban mejor con la de los productores de cueros.
La presión que ejercieron los comerciantes cargadores para que se creara un Consulado que defendiera sus intereses y los representara ante la Corona coincidió con la política del gobierno central de controlar América mediante lo que se ha llamado «centralización corporativa». Esta política consistía en la institucionalización de individuos que tenían intereses semejantes, a los que se otorgaban reconocimiento y visibilidad para poder negociar con la Corona el cobro de impuestos, otorgamiento de préstamos y colecta de donativos, en un momento de permanentes necesidades financieras originadas en los conflictos bélicos internacionales y la expansión [«take off»] del capitalismo que encabezaba Inglaterra. De esta manera, la Corona estableció, en 1793, consulados de comercio en Caracas y Guatemala, en 1794 en Buenos Aires y La Habana y en 1795 en Veracruz, Chile, Guadalajara y Cartagena de Indias.
En ese contexto, Manuel Belgrano regresó de sus estudios en Europa en 1794 con el cargo de secretario perpetuo del Consulado de Comercio de Buenos Aires que le fuera otorgado en diciembre de 1793 antes de la creación de dicha institución por Real Cédula del 30 de enero de 1794. Sin embargo, el 15 de octubre de 1795, por razones de salud solicitó a la Corona el nombramiento de su primo, Castelli, como secretario interino del Consulado. El 6 de marzo de 1796, la Corona aceptó la solicitud y designó a Castelli para “suplir las ausencias” de Belgrano. El oficio llegó a Buenos Aires el 28 de julio de 1796 coincidiendo con el retorno de Belgrano de su larga licencia que comenzó en octubre de 1795. 
Su desempeño como funcionario de la administración colonial se inició efectivamente el 1 de febrero de 1797 cuando reemplazó a Belgrano debido a una nueva licencia por enfermedad.
Esto no apaciguó la crisis que se venía dando dentro del Consulado. En noviembre de 1796, llegaron dos nuevas órdenes reales. La primera se refería a la reducción de los sueldos de los funcionarios del consulado salvo el del secretario, que se mantuvo. La segunda orden autorizó a Belgrano a tomarse un año de licencia con goce de sueldo, para viajar a España, determinando el monarca que el cargo quedara en manos del doctor Castelli. La disparidad de criterios y la lucha interna dentro del Consulado pretendió incumplir o modificar esta orden. El consiliario Antonio García López propuso aceptar la disposición pero adujo que Castelli no debería recibir «premio ni extipendio alguno» por la tarea a desempeñar. Otros propusieron que Belgrano actualizara los certificados médicos sobre su estado de salud porque, por su «aspecto externo», no parecía estar enfermo y los informes médicos que presentaba no tenían la correspondiente certificación. Juan Esteban de Anchorena fue más lejos aún. Adujo que Castelli ejercía su oficio de abogado, con estudio abierto, y era pariente del secretario, tutor de su herencia, apoderado general de los albaceas de su padre y defensor del mismo en los juicios que se habían y/o se estaban substanciando, algunos en el propio Consulado. Anchorena propuso a Juan Roxo, un escribiente que había ordenado el archivo, para suplir ese interinato pero la votación favoreció a Castelli, confirmando así que se desempeñaría como interino cada vez que Belgrano se ausentara de sus funciones.
Dos años después, tuvo lugar un conflicto entre el Cabildo y el Consulado durante la elección de los integrantes del Cabildo de Buenos Aires para 1799. Desde tiempo atrás, el Cabildo de Buenos Aires sufría la carencia de «sujetos hábiles e idóneos» para los cargos consejiles debido a que los posibles candidatos, para eludir lo que llamaban «carga», se acogían a privilegios y exenciones de todo tipo para eludirlos. Esto se acrecentó con la creación del Consulado que demandó puestos de prior, cónsules, síndico, tenientes y otros empleados. Además existían casos de vecinos que, usando «informaciones falsas, [...] habían logrado del Soberano o de la Real Audiencia [...] ser declarados libres de desempeñar oficios consejiles», pero que luego aceptaron desempeñar los empleos consulares.
En este contexto fue que el alcalde de primer voto, Antonio García López, propuso a Castelli como regidor tercero. También fueron propuestos Antonio de la Cajigas, dueño de barracas en el puerto, y Tomás Antonio Romero, importante traficante de esclavos. Todos eran funcionarios interinos del Consulado. Rápidamente, esta institución se opuso mediante una representación ante el virrey Avilés con el argumento de que los tres citados debían permanecer «expeditos» o libres para sustituir de inmediato a los titulares. El virrey derivó la representación al Cabildo.
El pleito duró tres meses, hasta que el virrey aceptó el dictamen del síndico procurador del Cabildo Cornelio Saavedra que decía que la exoneración no correspondía cuando no se desempeñaba de manera efectiva el cargo consular, y rechazó la pretensión del Consulado. Por orden real, en mayo de 1800, el monarca confirmó lo actuado por el virrey. Mucho antes Castelli se había excusado de asumir dicho cargo, ya que las funciones del Consulado ocupaban todo su tiempo. Esto fue considerado como un insulto por algunos miembros del Cabildo, entre ellos Martín de Álzaga.
Este era el contexto general al momento en que Belgrano y Castelli desempeñaron sus cargos en el Consulado. Cabe aclarar que el cargo de Secretario del Consulado solo tenía voz pero carecia de voto en la Junta por lo que las ideas innovadoras que ambos sostenían desde el punto económico, y que encontraron resistencias, necesitaban de apoyos dentro de esa corporación. Un caso importante sucedió el 4 de marzo de 1797 cuando, a pedido del conde de Liniers, se otorgó la Real Orden que permitía comerciar frutos con las colonias extranjeras. Estos no debían ser los que se exportaban a la metrópoli ni los que se importaban de ella, tampoco debían ser similares a los que se producían en España. Además, como incentivo, la Corona los liberó de pagar derechos aduaneros. Cuando llegaron dos barcos procedentes de la isla Mauricio, algunos miembros del consulado se reunieron en Junta y solicitaron la intervención del Virrey porque aducían que habían traído productos no autorizados por la Real Orden de 1797. En una segunda reunión, que iba a tratar el mismo asunto, el consiliario Francisco Antonio de Escalada, un importante comerciante con gran conocimiento práctico del comercio en Buenos Aires, con el apoyo doctrinario de Belgrano y Castelli, leyó un escrito en defensa del libre comercio y contra la elite de los comerciantes ligados al sistema monopólico. Esta presentación ha sido considerada como antecedente de la Representación de los Hacendados escrita por Mariano Moreno en 1809. En su alegato, Escalada rechazó las interpretaciones fuera de contexto que hicieron los defensores del monopolio, que aunque eran «muchos no constituyen la mayoría», denunció a los que tenían intereses particulares con el comercio de Lima, La Habana y Cádiz y el perjuicio general que hacían al virreinato, tanto a los pobladores como al gobierno y como consecuencia a la Corona en cuanto a los recursos y prosperidad. En palabras de Escalada:

Nosotros no somos apoderados de Cádiz, de del de Lima, ni Habana, ni tenemos representación para reclamar sus fantásticos derechos. [Que pesan] sobre nosotros, ante nosotros y contra nosotros mismos. Así que cualquiera que lo haga bajo este especioso velo se pase [de bando], y desde ahora lo denuncio; que otro interés propio y particular es el que lo anima y no el común [de esta corporación] ni el ajeno [del pueblo y la Corona].(Bestene, 1985, p. 51)

El 31 de marzo de 1797, el Rey, siguiendo su política de «centralización administrativa», incorporó a los hacendados al Consulado. Esto puso término a lo que algunos historiadores denominan «etapa exclusivamente mercantil» del Consulado (1794-1797) y dio lugar a la última etapa denominada «transformación y declive» (1794-1809).
Otra intervención de Castelli en materia económica se produjo el 4 de octubre de 1809 cuando el virrey Cisneros, aprovechando las discusiones generadas por la petición de dos comerciantes ingleses para desembarcar sus mercaderías, convocó a una reunión en el fuerte «inteligentemente seleccionada» para lograr la aprobación del libre comercio en general. El objetivo era solucionar el grave déficit que sufría la Tesorería, en especial por los movimientos juntistas del Alto Perú que cortaron las remesas de plata hacia Buenos Aires y el costo del «ejército» de milicianos, herencia de la ocupación inglesa de Buenos Aires. Cisneros acudió a Castelli, abogado de la Real Audiencia y que actuaba como su asesor particular, para que terminara de convencer «a los que ya estaban convencidos». Castelli manifestó «con razones convincentes lo útil que era a la patria dar el comercio libre, no solo al inglés sino a todas la naciones que no estuvieran en guerra con nosotros [...] en atención a haberse conformado [a] todos los de la junta con el dictamen del dicho Castelli, el señor virrey declaró el libre comercio [...]».
En el ejercicio de sus funciones como interino, Castelli abrió las sesiones el 16 de junio de los años 1800 y 1806 leyendo las respectivas Memorias. Si bien ambos documentos se han perdido se conoce el tema que trataron: “[...] la utilidad, necesidad y medios de erigir una Aula de Comercio en que se enseñase [...] la ciencia del comercio" [1800] y "fomento de agricultura en estableciento de sociedad y escuelas de su enseñanza" [1806].
Con anterioridad a este cargo en el Consulado, Castelli había desempeñado diferentes funciones relacionadas con otras instituciones de la administración y gobierno del virreinato.
El 18 de agosto de 1791, Antonio Noriega, Administrador de Temporalidades del Río de la Plata), firmó en Buenos Aires la designación de  Castelli como defensor del Ramo de Temporalidades de la Compañía de Jesús en el Río de la Plata. Su función consistía en representar legalmente a la institución en pleitos, reclamos o expedientes judiciales relacionados con deudas, cobros de arrendamientos y ventas de propiedades y bienes confiscados a los jesuitas, específicamente la “Residencia de los jesuitas” en San Luis y la estancia de Jesús María en Córdoba. Su actuación consta en los expedientes judiciales de los años 1791 a 1794 archivados en San Luis y Córdoba. El 1 de julio de 1802, Antonio Noriega, desde Madrid y en un puesto de mayor jerarquía al que había ocupado en Buenos Aires, confirmó al doctor Castelli en su cargo.

## Actuación en el periodismo

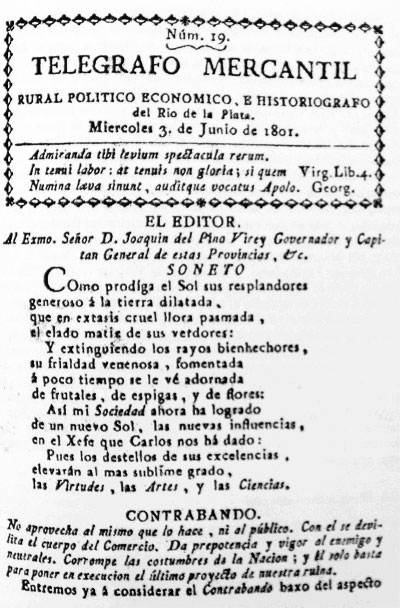
Ejemplar del Telégrafo Mercantil, en donde se observa un soneto en honor del recién nombrado virrey Joaquín del Pino.

Las ideas de la Ilustración, en especial el saber práctico y utilitario para mejorar la calidad de vida, penetraron tardíamente en España por el aislamiento, las ideas tradicionalistas y la Inquisición peninsular. Pero fue la necesidad de sacar a España de su creciente atraso frente al desarrollo de las otras potencias europeas lo que hizo que los ministros y consejeros reales transformaran esas ideas en «política de Estado». Los cambios económicos, sociales, administrativos y políticos «ilustrados» debían venir de arriba hacia abajo: «Todo por el pueblo pero sin el pueblo». En este contexto se creó, en 1776, el Virreinato del Río de la Plata; la Audiencia en 1785 y el Consulado de Buenos Aires, en 1794. El crecimiento demográfico, económico y burocrático de Buenos Aires dio lugar al nacimiento de una elite heterodoxa tanto dentro de la Iglesia como en los sectores laicos donde abundaron los abogados y otros letrados. Varios americanos españoles viajaron a España para estudiar: Manuel José de Lavardén (1770-1778), el Deán Gregorio Funes (1775-1779) y Manuel Belgrano (1786-1793). En 1783 se inauguró el Real Colegio de San Carlos a iniciativa del Virrey Vértiz y la conducción del canónigo reformista Juan Baltazar Maciel, poseedor de una amplia y ecléctica biblioteca que miembros de la elite podían consultar. Todos estos cambios no solo apuntaron a aumentar los recursos fiscales de la Corona, también se mejoraron las condiciones de vida de los habitantes: la salud a través de la institución del Protomedicato en 1780, la iluminación de las calles y la reutilización de la imprenta de los jesuitas abandonada en Córdoba que, a principios de 1780, fue trasladada por orden del virrey Vértiz a Buenos Aires y dada en propiedad a la Casa de los Niños Expósitos para la impresión de documentos gubernamentales o catones y cartillas usadas por la Ilustración católica.
En este contexto, en septiembre de 1800 llegó a Buenos Aires, procedente de Lima y en camino a España, Francisco Cabello y Mesa. Con el pseudónimo de Jayme Bausate Mesa, había publicado, en Lima, el Diario de Lima, curioso, erudito, económico y comercial que apareció el 1 de octubre de 1790 pero la competencia del Mercurio peruano, que apareció a los dos meses con el importante apoyo de la Sociedad de Amantes del País limeña, determinó su decadencia y cierre tres años después. Debido a las dificultades para seguir su viaje a España y a problemas de salud, el 26 de octubre de 1800 solicitó al virrey Avilés una licencia para editar un periódico en Buenos Aires. Todo el trámite tuvo una rápida resolución por parte del virrey, la Audiencia y el Consulado, interinamente a cargo de Castelli. Al mismo tiempo, Cabello y Mesa propuso la fundación de una Sociedad Patriótica-Literaria y Económica, o Real Sociedad Universal, inspirándose en las existentes en Madrid, Oviedo, Vera y otras ciudades españolas. Con fecha 30 de marzo de 1801, el Consulado comisionó a Belgrano para que colaborara en la formación de dicha entidad. Cabello y Mesa pensaba que:

Los que entren en esta Sociedad, han de ser españoles nacidos en estos reinos o en los de España, cristianos viejos y limpios de toda mala raza pues no se han de admitir en ella ningún extranjero, negro, mulato, chino, zambo, cuarterón o mestizo [...] porque se ha de procurar que esta Sociedad Argentina(sic) se componga de hombres de honrados nacimientos y buenos procederes [...]. (Telégrafo Mercantil, 1801, p. 11 Nª 2)

Estos miembros «de profunda erudición» serían la fuente de conocimientos que se volcaría en el periódico. Cabello y Mesa recurrió a Miguel de Azcuénaga para que lo ayudara a confeccionar la lista de candidatos. En la comisión directiva de la futura Sociedad, en la que Cabello y Mesa se adjudicó el puesto de director y fundador, figuraron relevantes funcionarios de la administración colonial: Belgrano como secretario, Julián de Leyva y Castelli como censores, entre otros. De todas formas, la Sociedad nunca logró constituirse y, un año después, el 12 de abril de 1802, la Corona, si bien autorizó la subscripción de 19 ejemplares que hizo el Consulado, prohibió que se le prestara ayuda alguna. El 1 de abril de 1801 se publicó el primer número de El Telégrafo Mercantil, Rural, Político, Económico e Historiógrafo del Río de la Plata. Los artículos misceláneos del periódico se basaron en gran parte en publicaciones de distintos orígenes, seleccionados de acuerdo con los intereses locales. Los colaboradores transcribieron sus lecturas sin mencionar las fuentes ni sus nombres o escondiéndolos detrás de siglas, pseudónimos o anagramas. Así el Deán Funes figuró como Patricio Saliano, Eugenio del Portillo como Enio Tullio Grope, Domingo Azcuénaga como D.D.D.A., José Joaquín Araujo como el Patricio de Buenos Aires y el propio director del periódico como Narciso Fellobio Cantón. Distintos autores aseguran que está confirmada la participación de Castelli como colaborador en El Telégrafo Mercantil.
El periódico tuvo una vida de año y medio, periodo en el que se publicaron 110 ejemplares, dos suplementos y trece números «extraordinarios». La publicación de ciertos artículos de escaso interés o conflictivos y de poemas sicalípticos influyeron en su evidente declive. Pero el artículo anónimo que colmó al gobierno fue, al parecer, el del 8 de octubre de 1802 titulado Política. Circunstancias en que se halla la Provincia de Buenos Aires e Islas Malvinas y modo de repararse que fue considerado como una exagerada crítica social de la actualidad sin que se advirtiera a los lectores de que se trataba de un texto escrito cuatro años antes por Juan de la Piedra. Otros historiadores atribuyeron la clausura a la falta de buen gusto del poema firmado por El poeta médico de las almorranas o a la molestia que produjo, en cierto sector, la publicación, el 2 de mayo de 1802, de una carta proveniente de España en la que se cuestionaba el valor de un oficial de la marina española. El virrey Loreto anuló las licencias, según el Consulado, debido al «abuso de ellas y poca pericia en la elección de las materias para el desempeño de las atenciones que había ofrecido al público». El último número del Telégrafo Mercantil, «Extraordinario», fue publicado el 17 de octubre de 1802.
Cuando el Telégrafo Mercantil agonizaba, Vieytes fundó el Semanario de Agricultura, Industria y Comercio. Castelli, al igual que los otros miembros del grupo que se reunía en la casa de Rodríguez Peña, colaboró con el proyecto. En dicho periódico se proponían ideas para la mejora técnica de la agricultura, la quita de las restricciones al comercio, el desarrollo de manufacturas, entre otras. También se presentaron biografías de los autores de la revolución estadounidense, como Benjamín Franklin.

## Las Invasiones Inglesas
A través de Saturnino Rodríguez Peña, Juan José Castelli entró en contacto con James Florence Burke, quien decía representar a Gran Bretaña y que, en apoyo a las propuestas de Francisco de Miranda, impulsaba la emancipación de Hispanoamérica de la Corona española. Pero Burke era en realidad un espía británico enviado por William Pitt, con la misión de obtener información sobre la situación de esta parte de América.
Con su intervención ―y gracias a las promesas de apoyo británico― se creó la primera sociedad secreta criolla organizada para tales fines, que más adelante fue conocida como «partido de la independencia», en donde se encontraban Castelli, Burke y los principales colaboradores del Semanario... de Vieytes. Burke viajó a Chile y en su retorno por el Alto Perú despertó sospechas en las autoridades de la zona que lo detuvieron en el camino entre Cochabamba y Potosí, fue enviado a Buenos Aires y expulsado del virreinato. Las reuniones de la sociedad secreta continuaron sin verse afectadas por la ida abrupta de Burke.
El 2 de junio de 1806 murió la madre de Castelli. Aun estaba de luto cuando el 27 de junio fuerzas británicas al mando del general Beresford, tras desembarcar en Quilmes, ingresaron a Buenos Aires. Beresford actuó con prudencia ubicándose como gobernador por sobre todas las instituciones manteniendo su funcionamiento, siempre que juraran lealtad al rey Jorge III. Disipó temores de la población propietaria asegurando el mantenimiento de la esclavitud, el libre ejercicio de la religión católica, el respeto de la propiedad, la rebaja de impuestos y el libre comercio. Juan Martín de Pueyrredón, que había solicitado se mantuviera la sujeción de los esclavos y que actuaba como intérprete del Cabildo, envió una carta a su suegro el 3 de julio, donde decía que «los ingleses se manejan con la mayor atención hacia el pueblo [...] han entregado o encargado todo el peso de la administración al Cabildo [...] ayer se firmaron unas capitulaciones que en todo protegen las personas y bienes particulares».
Castelli sostuvo una o varias entrevistas con Beresford, en las que quiso saber si iban a contar con el apoyo inglés para independizar el virreinato. Beresford contestó que no tenía instrucciones al respecto. Las tratativas no continuaron. Castelli adoptó una actitud cautelosa a la espera de que la situación se aclarara, sabiendo que, en caso de un acuerdo de paz entre España e Inglaterra, los que habían colaborado podían quedar en una delicada situación. El 10 de julio de 1806, Beresford propuso que los principales vecinos podían, en forma voluntaria, prestar juramento de lealtad al Rey. A tal efecto habilitó una oficina a cargo del capitán Alexander Gillespie y un libro para registrar el respectivo juramento. Cincuenta y ocho personas firmaron el libro. A principios del siglo XX, el abogado, traductor y diplomático Carlos A. Aldao viajó al Foreign Office en Londres para acceder al citado documento e identificar a los firmantes. En el legajo del periodo 1803-1811 referido a Buenos Aires y con relación al tema solo encontró un recibo y dos cartas. El recibo, fechado el 4 de septiembre de 1810, dejaba constancia que el capitán Gillespie había entregado un libro «conteniendo el juramento de lealtad a Su Majestad Británica, firmado en Buenos Aires en el curso de julio de 1806 por 58 habitantes de esa ciudad». En una de las cartas a Spencer Perceval del 3 de septiembre de 1810, el capitán Gillespie le hacía notar que tres miembros de los que integraban la nueva junta de Buenos Aires figuraban entre los firmantes que se habían adherido a S.M. Británica en 1806. De los tres, mencionó solo a Saavedra y Francisco José Castelli, oriundo de Lima, quien había visitado Europa y los Estados Unidos. . Según Julio César Chaves, lo confundió con Francisco Cabello y Mesa, que colaboró en forma activa y fue juzgado por infidencia. Los miembros del Consulado aceptaron que el gobernador Beresford los confirmaran en sus cargos. Belgrano no accedió y salió de Buenos Aires hacia la Capilla de Mercedes, en la Banda Oriental. Al mes del inicio de la ocupación inglesa, el 29 de julio, también Castelli renunció a su cargo de secretario interino del Consulado con el pretexto de que debía dedicarse a su chacra.
Desde el punto de vista de los criollos, aquello implicaba que los ocupantes solo aspiraban a anexar la ciudad al Reino Unido; lo cual hubiera significado cambiar una metrópoli por otra. A pesar de ello, intentaron un último golpe de mano: tras la reconquista de Buenos Aires lograda por Santiago de Liniers, Saturnino Rodríguez Peña ayudó a Beresford a fugarse, con el propósito de que este convenciera al jefe de la nueva invasión de aplicar los proyectos de Burke y Miranda.

## El carlotismo

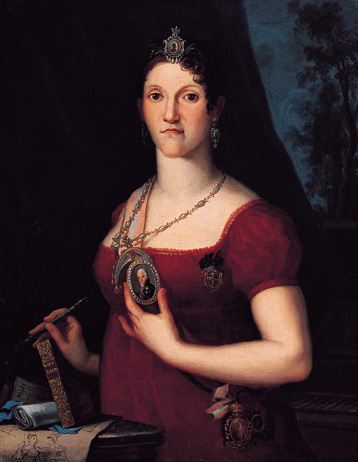
La infanta Carlota Joaquina de Borbón aspiró a ser Regente de la Corona en América.

A fines de 1807 tuvo lugar un acontecimiento que revolucionó la política española: luego de invadir Portugal, Napoleón Bonaparte ocupó también España. El 19 de marzo de 1808 el rey Carlos IV de España abdicó en favor de su hijo Fernando VII, pero Napoleón obligó a ambos a abdicar en su favor para después nombrar como rey a su hermano José Bonaparte, en una serie de traspasos de la corona que se conocen como Abdicaciones de Bayona. Esas abdicaciones determinaron, en buena medida, la quiebra de la monarquía y las emancipaciones americanas.
Nunca había pasado algo semejante en las monarquías europeas. Las doctrinas que sustentaban el regalismo europeo se basaron siempre en un principio indeclinable: un rey no podía renunciar a su reino. En Bayona se vulneraron no solo el pactum traslationis sino también el juramento que hacía el rey de conservar el reino al momento de ser coronado. Los juristas y políticos españoles tuvieron que recurrir a la figura del «rey cautivo» como la solución menos dañina para capear esta crisis. El pueblo español organizó juntas de gobierno para resistir la ocupación francesa y a los pocos meses la Junta Central de Sevilla se atribuyó la autoridad suprema sobre España e Hispanoamérica.
Esta solución permitió que se generalizara la aceptación de la fidelidad a Fernando VII y el reconocimiento a la Junta Central, lo que produjo diversas variantes de cómo instrumentar el «depósito» de la soberanía en el bienio 1808-1809. La constitución de Juntas fue una de las alternativas posibles, tanto en la península como en América. Se apoyaron en el principio de la retroversión de la soberanía a los pueblos, doctrina conocida pero con la novedad de que el pactum traslationis nunca se había teorizado que pudiera aplicarse hacia atrás, o sea transferir la soberanía del rey al pueblo aunque sea de forma interina. Otra alternativa fue constituir una regencia. La infanta Carlota Joaquina de Borbón, hija mayor de Carlos IV y esposa del príncipe regente de Portugal Joao VI, reclamó esa posibilidad para «salvar del naufragio y la tiranía de Francia la porción de mi futuro patrimonio en esta parte del Atlántico» ya que ni Fernando ni la línea masculina podían ocupar el trono vacante. El 19 de agosto de 1808, publicó un Manifiesto en el que, en primer lugar, no reconoció de manera explícita a Fernando como rey; en segundo lugar, tampoco reconoció a las juntas constituidas en España ya que estas violentaban las leyes del reino y, en tercer lugar, se presentó como la única poseedora de legitimidad y legalidad jurídica.
Esta pretensión no fue aceptada por las autoridades de los dominios americanos. Los argumentos, no muy convincentes, fueron que ya habían jurado fidelidad a Fernando y, más tarde, a la Junta Central. Preferían la autonomía y libertad de gestión que les otorgaba esa junta. En caso de colapso de la península ante la invasión napoleónica, los virreyes serían la única alternativa para mantener la unidad de los dominios americanos. Todo esto se alteraría si Carlota asumía como regente. La sospecha era que esa regencia podía conducir a América hacia un protectorado portugués o inglés. Además, la idea de instalarla en Buenos Aires aumentaría las disputas jurisdiccionales dentro del Virreinato, como quedó demostrado en las primeras juntas americanas formadas en el virreinato del Río de la Plata en 1808 y 1809, en las que incidió la propuesta de Carlota.
De las pocas adhesiones que tuvo Carlota en América, pese a la campaña de manifiestos y cartas personales a personajes importantes realizada a partir de agosto de 1808, sobresale el grupo de «ilustrados» españoles americanos de Buenos Aires: Belgrano, Castelli, los hermanos Nicolás y Saturnino Rodríguez Peña, Vieytes, Beruti y otros. En la Memoria del 20 de septiembre de 1808 que enviaron a Carlota, firmada por la mayoría de ellos, que se supone redactada por Castelli aunque el contenido fue consensuado, expusieron las ventajas del proyecto. En primer lugar, rechazaron la postura de las autoridades americanas y de la Junta Suprema de Sevilla de no querer reconocer a Carlota como legítima representante de la Casa de Borbón. La representación de aquellos, afirmaron, no se podía comparar pues era «de mero hecho» pero en ningún caso «de reconocido derecho». En segundo lugar, rechazaron el pretendido pacto de sumisión a esa junta, dado que América era parte de la Corona de Castilla y ninguna legislación «precisa que unos reinos se sometan a otros». En tercer lugar aceptaron que, si bien el juntismo peninsular podía justificarse por la resistencia al ejército francés y la falta del soberano, eso no ocurría en América, donde la vacatio se podía cubrir con Carlota. La Memoria proponía nuevos vínculos reformistas entre Carlota y los súbditos americanos para eliminar la corrupción de los «mandones» que gobernaban con arbitrariedad, venalidad, malversación e impunidad. Esta propuesta competía con la Junta Central en tres cuestiones relacionadas con la soberanía: 1) dónde debía ser ubicada «en depósito»; 2) quién y cómo la tenía que representar; y 3) cuáles eran lo límites al abuso del poder. La adhesión de este grupo a los planes de Carlota contó en un principio con la del almirante inglés Sidney Smith, pero este fue desplazado por lord Strangford, embajador en la Corte de Río, para quien ese proyecto implicaba la unión de dos coronas que Inglaterra no podía aceptar en el marco estratégico de las luchas interimperiales.
En Río de Janeiro, el 6 de noviembre de 1808, momentos antes de embarcarse rumbo a Buenos Aires, Saturnino Rodríguez Peña entregó al médico Diego Paroissien una «circular» en la que proponía que la regencia de la infanta Carlota Joaquina en el Río de la Plata era el único «partido» para eliminar la burocracia corrupta y codiciosa que dominaba en el virreinato, alcanzar la «feliz independencia» y enfrentar los desfavorables sucesos que estaban ocurriendo en la península por el avance de las tropas napoleónicas. También entregó cartas para su hermano Nicolás Rodríguez Peña, Castelli, Martín de Álzaga y otros. En unas «Instrucciones reservadas a mister Paroissien» aclaraba que el plan no contenía propósitos de «causar revoluciones ni cosas semejantes» y de que contarían con la «declarada protección de la Inglaterra». Lo que Rodríguez Peña ignoraba era que entre los viajeros iba Julián de Miguel, con una orden confidencial firmada por Carlota en la que denunciaba a Paroissien como portador de documentos «revolucionarios y subversivos» que atentaban contra Fernando VII, y sugiriendo que debía ser capturado a su llegada a Buenos Aires para así descubrir al resto de los conspiradores. No quedan claras las razones que tuvo Carlota para tomar esta medida: según el historiador José J. Biedma, Smith había recibido nuevas instrucciones de su gobierno y para no quedar al descubierto convenció a Carlota de que denunciara a sus cómplices. Wasserman lo atribuyó a un intento de Carlota de dar una señal amistosa a las autoridades de Buenos Aires, a la sospecha de un doble juego de Rodríguez Peña pero, sobre todo, a la negativa del gobierno inglés a cualquier plan que afectara su relación con las autoridades españolas.
La fragata atracó en Montevideo el 19 de noviembre y Paroissien fue detenido con toda su documentación. El gobernador Francisco Javier de Elío inició un sumario donde se lo acusó, junto con Saturnino Rodríguez Peña, de «alta traición». Cuando Liniers fue informado, nombró juez comisionado para conducir la causa al oidor Manuel de Velasco. Con el expediente iniciado por Elío y sin esperar que Paroissien fuera enviado a Buenos Aires, Velasco inició el interrogatorio de los que aparecían mencionados en los documentos o eran destinatarios de las cartas. Castelli fue interrogado el 20 y 23 de diciembre de 1808 sobre las relaciones personales o de otro tipo con los hermanos Rodríguez Peña, Bork (sic) [Burke] y Paroissien, pero de resultas no recibió ninguna acusación formal. En cambio Nicolás Rodríguez Peña, hermano de Saturnino, fue interrogado tres veces y, como sus declaraciones no convencieron al juez, fue encarcelado y se le embargó la jabonería de su propiedad, la que fue puesta bajo la custodia de su socio, Vieytes. La disputa entre Montevideo y Buenos Aires favoreció a Paroissien, a quien Elío retuvo bajo su custodia, lo que impidió que el proceso avanzara en Buenos Aires. Con la llegada de Cisneros como nuevo virrey se modificó la situación del procesado, que fue trasladado a Buenos Aires a principios de octubre de 1809. Recién al mes siguiente, Antonio Caspe y Rodríguez, fiscal del crimen de la Real Audiencia, elevó las acusaciones de «alta traición o lesa majestad» contra los hermanos Rodríguez Peña y Paroissien.
El 1 de enero de 1809, Martín de Álzaga reunió a los batallones de Vizcaínos, Gallegos y Catalanes e intentó una revuelta para destituir a Liniers.

## Defensa de Paroissien
El 14 de marzo de 1810, Paroissien presentó un detallado «Memorial» de 18 fojas, escritos en anverso y reverso, firmados por el acusado, su defensor el doctor Castelli y el procurador Andrés José de Acosta. La defensa del doctor Castelli se basó en demostrar que no existía ningún delito en la documentación que Rodríguez Peña había escrito y que Paroissien había traído a Buenos Aires, con lo que pretendió liberar de culpa a los tres.
En primer lugar, analizó la acusación de «alta traición», que se basaba en la palabra «independencia», asociada con cambios en la constitución y en la integridad de los territorios que, en última instancia, implicaban delitos contra el rey. Demostró que el contenido semántico de «independencia», que usaba la acusación, se correspondía con las ideas que Rodríguez Peña había tenido en otra época, antes de partir hacia Río de Janeiro, pero que ahora, en 1808, con todos los cambios políticos que se habían producido, significaba algo muy diferente. Bajo la hipótesis de que España caería bajo el dominio francés, la «independencia» de América implicaba ahora que bajo la «regencia» de Carlota Joaquina estos territorios se mantendrían dentro del dominio del rey Fernando y del orden hispánico, salvándolos así, no solo de caer bajo la dinastía francesa, sino de cualquier otra dominación europea.
En segundo lugar, analizó que la propuesta de nombrar a Carlota Joaquina como regente, para lo cual ésta contaba con los derechos correspondientes, no equivalía a nombrarla reina, por lo que no se trataba de unir los dominios americanos a Portugal.
En tercer lugar, Castelli analizó la situación de acefalía que existía ante la ausencia del rey. Como el rey no había determinado en quien delegaba su potestad, las autoridades existentes ya no obraban con el poder soberano detrás, sino en «representación de», siendo así dudosa su legitimidad. En esta situación no solo se encontraban las autoridades en América, sino todas las juntas españolas. La representación que éstas habían asumido eran «de hecho» pero no «de derecho». En este punto, la defensa trascendió lo jurídico e ingresó al campo político en favor de la figura de la «regencia».
Si el rey no había realizado ninguna delegación, era lógico presumir que su soberana decisión era mantener la vigencia de la ley de sucesión. Se deducía entonces que el proyecto de nombrar a Carlota Joaquina como regente era la mejor opción frente a la vacatio regis que en este caso extraordinario iba acompañada de una vacatio legis por la falta de antecedentes legales. Castelli adujo que la propuesta de Rodríguez Peña aislaba a América de lo que ocurría en España, impedía cambios de gobiernos ya sea de tipo democrático, aristocrático o juntistas, que si bien estos últimos buscaban legitimarse sobre el principio de la retroversión de la soberanía a los pueblos, una antigua tradición jurídica española, tenían consecuencias negativas al producir una multiplicación de gobiernos con intenciones autonómicas que afectaban la concentración del poder y el territorio. A estas opciones Saturnino Rodríguez Peña las había calificado de «imposibles», «criminosas», «sanguinarias» y nada «durables». Castelli señaló que el plan preveía una convocatoria a Cortes en la que se establecerían las reglas «compatibles con la dignidad de una y la libertad de los otros». En ningún momento se mencionó la nota del 20 de septiembre de 1808 enviada a Carlota, muchos de cuyos argumentos se repitieron en este memorial.
Paroissien siguió preso hasta que, sin sentencia y mediante un decreto firmado por Saavedra y Moreno, fue liberado el 14 de julio de 1810.

## La Revolución de Mayo

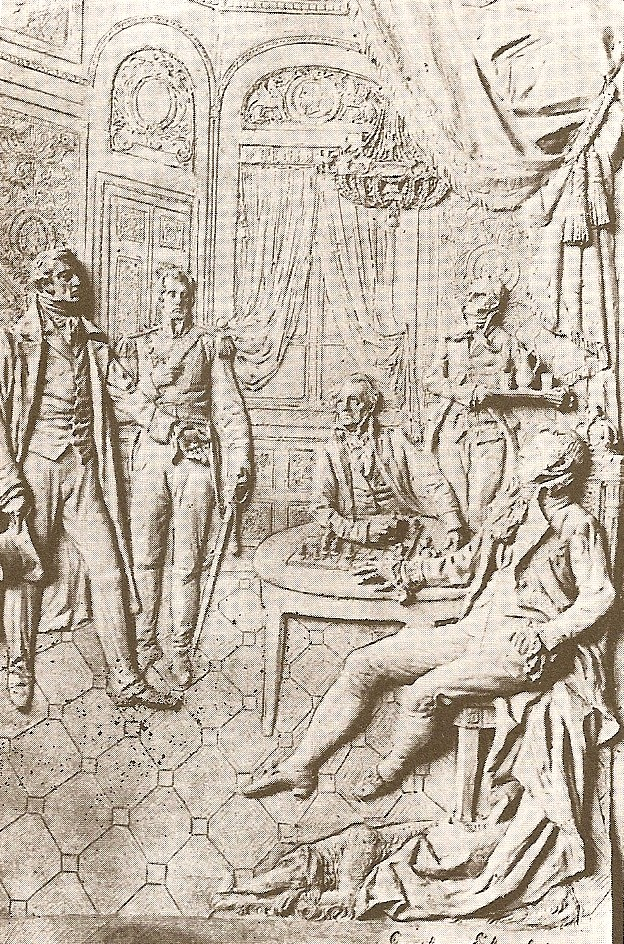
Castelli y Martín Rodríguez intiman a Cisneros a que cese en el mando del Virreinato. Bajorrelieve de Gustavo Eberlein basado en las Memorias de Martín Rodríguez. Está modificado el juego de naipes del relato original a un mejor visto juego de ajedrez.

Cuando el 14 de mayo de 1810, llegaron a Buenos Aires noticias que en enero las tropas napoleónicas habían ocupado Sevilla y que la Junta Suprema Central se había disuelto, Castelli, Belgrano y Saavedra eran los líderes más notorios. Luego de varias discusiones, se decidió demandar la realización de un cabildo abierto. Castelli y Belgrano negociaron con el alcalde de primer voto Juan Lezica y el síndico procurador, Julián de Leyva. Aunque lograron convencerlos, aún hacía falta la autorización del virrey Cisneros. El 20 de mayo, Castelli y Martín Rodríguez fueron comisionados a negociar esa autorización con Cisneros para convocar, como al fin sucedería, la convocatoria al Congreso General o Cabildo Abierto del 22 de mayo.
Antes de otorgarla, Cisneros convocó a los militares para constatar si apoyaban a su gobierno. En esa reunión, Saavedra le negó a Cisneros el apoyo del Regimiento de Patricios, bajo la premisa de que al desaparecer la Junta de Sevilla que lo había nombrado como virrey, ya no poseía legitimidad para dicho cargo. Los demás oficiales hicieron lo mismo. Tras la entrevista acudieron a la casa de Rodríguez Peña, a informar a sus partidarios.
Las memorias de los testigos y protagonistas de esos días mencionaron a Castelli en multitud de sitios y actividades: negociando con los hombres del Cabildo, en casa de los Rodríguez Peña participando de la planificación de los pasos a seguir, en los cuarteles arengando a las milicia. El propio Cisneros, al describir los acontecimientos al Consejo de Regencia, llamó a Castelli «el principal interesado en la novedad […] cual era de examinar si debía yo cesar en el Gobierno superior y reasumirlo el Cabildo».

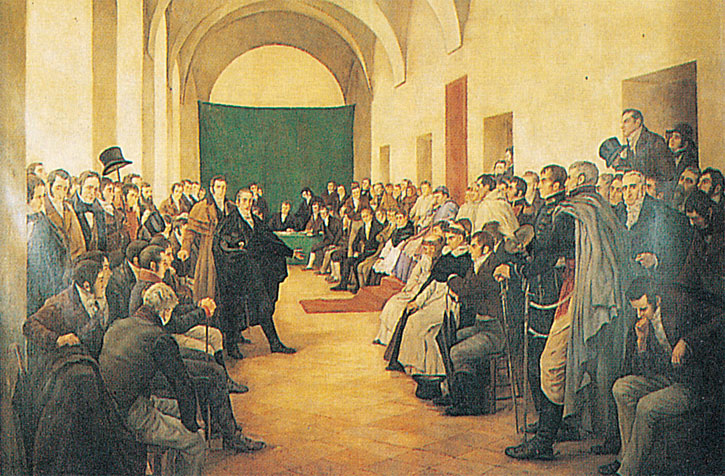
Cabildo abierto (22 de mayo de 1810). Óleo realizado por Pedro Subercaseaux bajo la dirección de Adolfo Carranza. Muestra el instante en que Paso se dirige a una respetuosa audiencia. La presencia de la iglesia es importante: el obispo Lué (con alfombra roja) y tres órdenes. Detrás de Paso esta Castelli. A la derecha, sentado en actitud pensativa, Moreno aparece como aislado del resto.

En el Cabildo Abierto que se celebró el 22 de mayo, se discutió si el virrey debía seguir o no en su cargo y en caso negativo quién debería reemplazarlo. El primero en opinar fue el obispo Benito Lué y Riega, quien sostuvo el principio de indivisibilidad que ya había propuesto Cisneros en su autorización a celebrar el Cabildo abierto. Según un testigo, que escribió el 25 de mayo, sus palabras fueron: «Aunque hubiera quedado un solo vocal de la Junta Central y arribase a nuestras playas, lo deberíamos recibir como a la soberanía [Fernando VII]». Sin embargo, en su voto, reconoció la ya probable inexistencia de la Junta Central, por lo que propuso la continuidad del virrey «sin más novedad que la ser asociado [en sus funciones] […] con el señor regente y [el] señor oidor de la Real Audiencia don Manuel Velazco».
Castelli tomó la palabra para responderle al obispo y basó su argumentación en la doctrina de la retroversión de la soberanía de los pueblos que ya había empleado en la defensa de Paroissien. Insistía con la idea de que, a falta de una autoridad legítima, la soberanía regresaba al pueblo y este debía gobernarse a sí mismo. Más adelante se impuso la idea de destituir al virrey, pero como Buenos Aires no tenía autoridad para decidir de modo unilateral la nueva forma de gobierno, se elegiría a un gobierno provisorio, en tanto se solicitaban diputados a las demás ciudades para tomar la decisión definitiva. Sin embargo, hubo diferencias sobre quién debía ejercer ese gobierno: algunos sostenían que debía hacerlo el cabildo, y otros que debía elegirse una junta de gobierno. En su voto, Castelli se plegó a la propuesta de Saavedra añadiendo una moción, que al momento de emitir su voto, tenía ya 38 adherentes y tendría más al finalizar el escrutinio: «Con calidad de tener voto decisivo durante el gobierno, en el Excelentísimo Cabildo, el señor Sindico». Al final agregó que «la elección de los Vocales de la Corporación [Junta] se haga por el pueblo junto, en Cabildo General, sin demora». Esta última propuesta, que excluía al Cabildo en la elección de los miembros de la Junta, no tuvo ninguna adhesión.
Terminado el recuento de votos el día 23, el resultado fue que «a pluralidad con exceso» el virrey debía cesar en el cargo y, en forma provisional, asumir el cabildo en su calidad de cabildo gobernador. También por mayoría, y para darle más ejecutividad al Cabildo, se había otorgado al síndico procurador general la capacidad de tener «voto decisivo» o sea, poder desempatar en caso necesario en las votaciones de los diez integrantes del Cabildo. También por mayoría quedó establecido que esa institución «en la medida que estime conveniente», nombraría los integrantes de la Junta provisoria que gobernaría hasta tanto los diputados de las provincias interiores se reunieran y determinaran la forma de gobierno definitiva.
En el oficio dirigido a Cisneros donde se comunicaba el cese de sus funciones, etc. el Cabildo proponía que, para «conciliar el respeto de la autoridad con la tranquilidad pública», había deliberado, como único medio, su nombramiento en dicha Junta provisoria acompañado de consocios. Cisneros respondió que aceptaba la propuesta o se allanaba a no tener participación alguna pero que consideraba, recordando lo ocurrido el día en que se reunió con los militares, que debía consultarse a estos porque la propuesta del Cabildo no le «parecía conforme con los deseos del pueblo». Los militares fueron convocados y tomaron conocimiento de todo lo anterior y dijeron que el «pueblo» se aquietaría publicando la cesación del virrey. El cabildo emitió entonces el bando del día 23.
De esta manera, el día 24, el cabildo determinó quienes serían los consocios o vocales que acompañarían a Cisneros en su calidad de vocal presidente. La elección seguía la idea de distribución corporativa enunciada en el voto del doctor Bernardo de la Colina: un representante del estado militar (Saavedra), otro del judicial (Castelli), otro del clero (Juan Nepomuceno Solá) y otro del comercio (José Santos de Inchaurregui). El Cabildo convocó por segunda vez a los militares (entre los cuales estaba Saavedra) quienes dieron su aprobación. Los elegidos fueron citados a las tres de la tarde. A la «hora señalada» juraron ante Dios y Fernando VII. El Cabildo dispuso que se comunicara el suceso en seis bandos manuscritos que fueron colocados al anochecer en los lugares acostumbrados.
El grueso de los criollos rechazó el proyecto: no aceptaban que Cisneros permaneciera en el poder ni siquiera bajo otro título; desconfiaban de las intenciones de Saavedra y estimaban que Castelli, solo en la junta, poco y nada podría lograr.
Castelli y Saavedra juraron su incorporación a la junta pero, ante el consejo de otros revolucionarios como Rodríguez Peña, renunciaron ese mismo día, y la Junta organizada por Leyva no llegó a gobernar. Castelli fue quien debió explicar al propio Cisneros que una parte del pueblo rechazaba la posibilidad de que su nombre apareciera todavía como Comandante en Armas y que la única negociación posible debía incluir su renuncia.

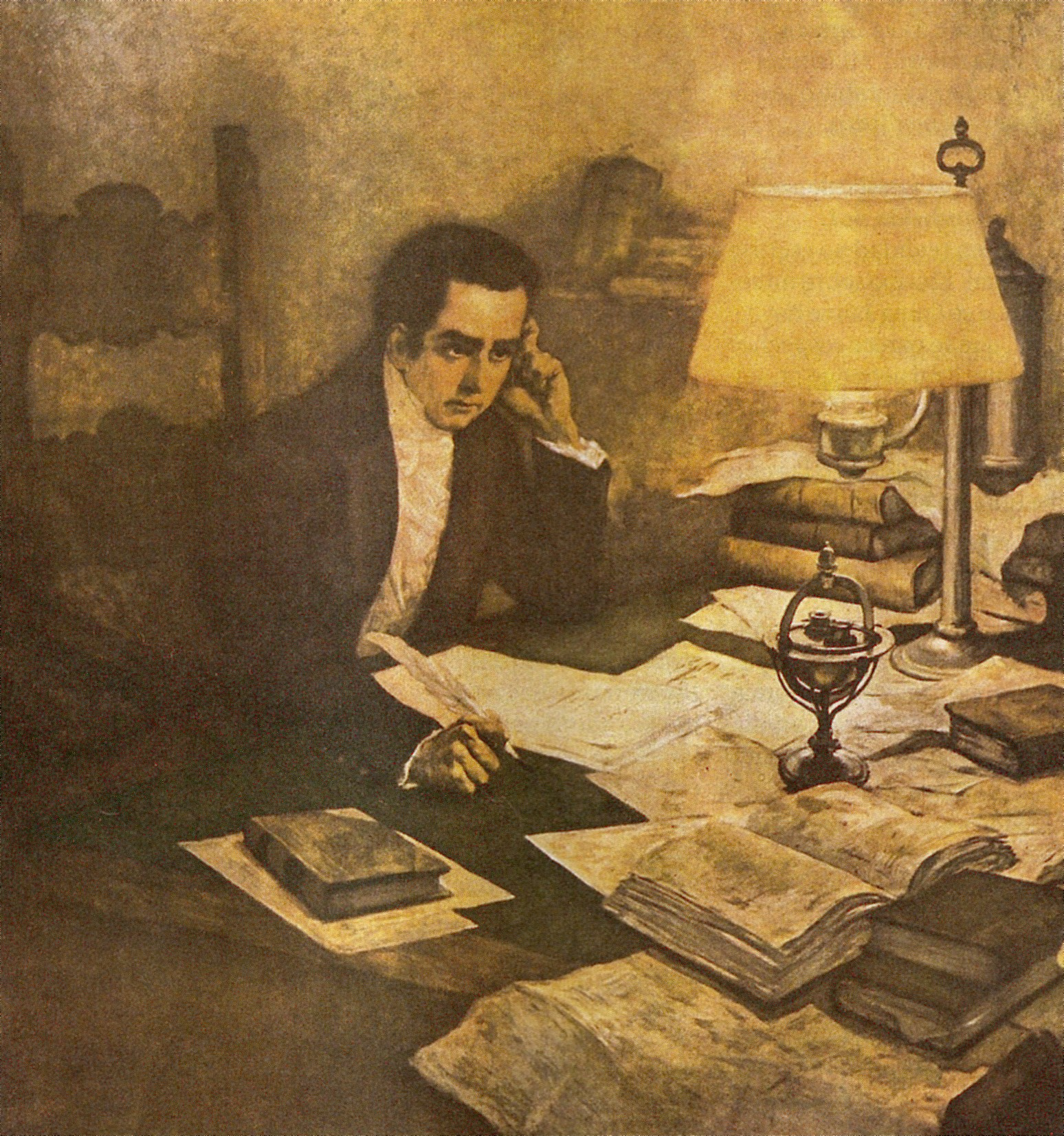
Mariano Moreno compartía varios puntos de vista con Castelli.

Esa misma noche los dirigentes criollos ―entre los que se encontraban Domingo French, Feliciano Antonio Chiclana y Eustoquio Díaz Vélez― se reunieron en la casa de Rodríguez Peña, mientras que French, Beruti, Donado y Aparicio ocuparon con gente armada la plaza y sus accesos. Lezica informó finalmente a Cisneros que había dejado de mandar. 
De esa manera, el 25 de mayo asumió el poder la Primera Junta de gobierno presidida por Cornelio Saavedra e integrada por representantes de las distintas extracciones de la política local, entre los que se destacaba la presencia de Castelli, designado como vocal-decano. 
Castelli encabezó junto a Mariano Moreno las posturas más radicales de la Junta. Ambos se habían vuelto amigos íntimos y se visitaban a diario. Julio César Chaves los describió de la siguiente manera:

Apasionados al extremo, leales hasta el sacrificio con el amigo o el correligionario, e implacables en su oposición al enemigo; decisión firme, santa, al servicio de una causa imponderable y noble; valor moral, conciencia de la responsabilidad; energía, tenacidad e indeclinable resolución en el servicio: Juan José Castelli y Mariano Moreno.
(Chaves, 1957, p. 158) 

Como ambos compartían los ideales rousseaunianos y la determinación de tomar las medidas más extremas en favor de la revolución, se les adjudicó el calificativo de «jacobinos». Así, como parte de las responsabilidades en la Primera junta, varios autores lo señalan como el autor de la circular del 27 de mayo, a través de la cual no sólo se informó de los sucesos acontecidos en Buenos Aires, sino que también se solicitó a los cabildos que designasen diputados para incorporarlos al movimiento que aspiraba a consolidarse en el gobierno. El texto no era claro respecto a para qué se convocaba a esos diputados, ya que primero se afirmaba que se incorporarían a la Junta General Gubernativa, y enseguida mencionaba «la formación de la general», sin otra aclaración; esta indefinición tendría importancia en la crisis de diciembre de ese año, que transformaría la Primera Junta en la Junta Grande.
Castelli participó como miembro del gobierno en el plan de expulsión de Cisneros y de los oidores y fiscales de la Real Audiencia que se realizó en total secreto el 23 de junio de 1810. Los oidores lo acusaron, junto con Domingo Matheu, de ser responsable ideológico de la acción directa contra el fiscal Caspe y Rodríguez, que fue golpeado por un grupo de «embozados» el 10 de junio, como parte del plan de amedrentar a los miembros de la Real Audiencia y crear un clima de inseguridad que justificara las medidas de control social de la población que implementó el gobierno al día siguiente. Castelli fue el encargado de transmitirles en persona que, para proteger sus vidas, el gobierno había decidido que partieran de inmediato en una nave dispuesta al efecto rumbo a las islas Canarias. La nave era el cúter inglés Dart, propiedad del corsario y contrabandista Marcos Bayfield, de quien Larrea era comisionista y garante. En el contrato firmado entre la Junta y Bayfield, donde figura la firma de Castelli, se fijó como pago de la misión la importación de bienes por 100.000 pesos y la exportación de frutos del país por igual valor sin pagar derechos aduaneros. Cuando Bayfield volvió a Buenos Aires en marzo de 1811, fue Larrea el que se encargó del cobro de lo pactado, de elegir las mercaderías que estarían exentas y de presentar los comprobantes, cosa que nunca hizo.

## El fusilamiento de Liniers

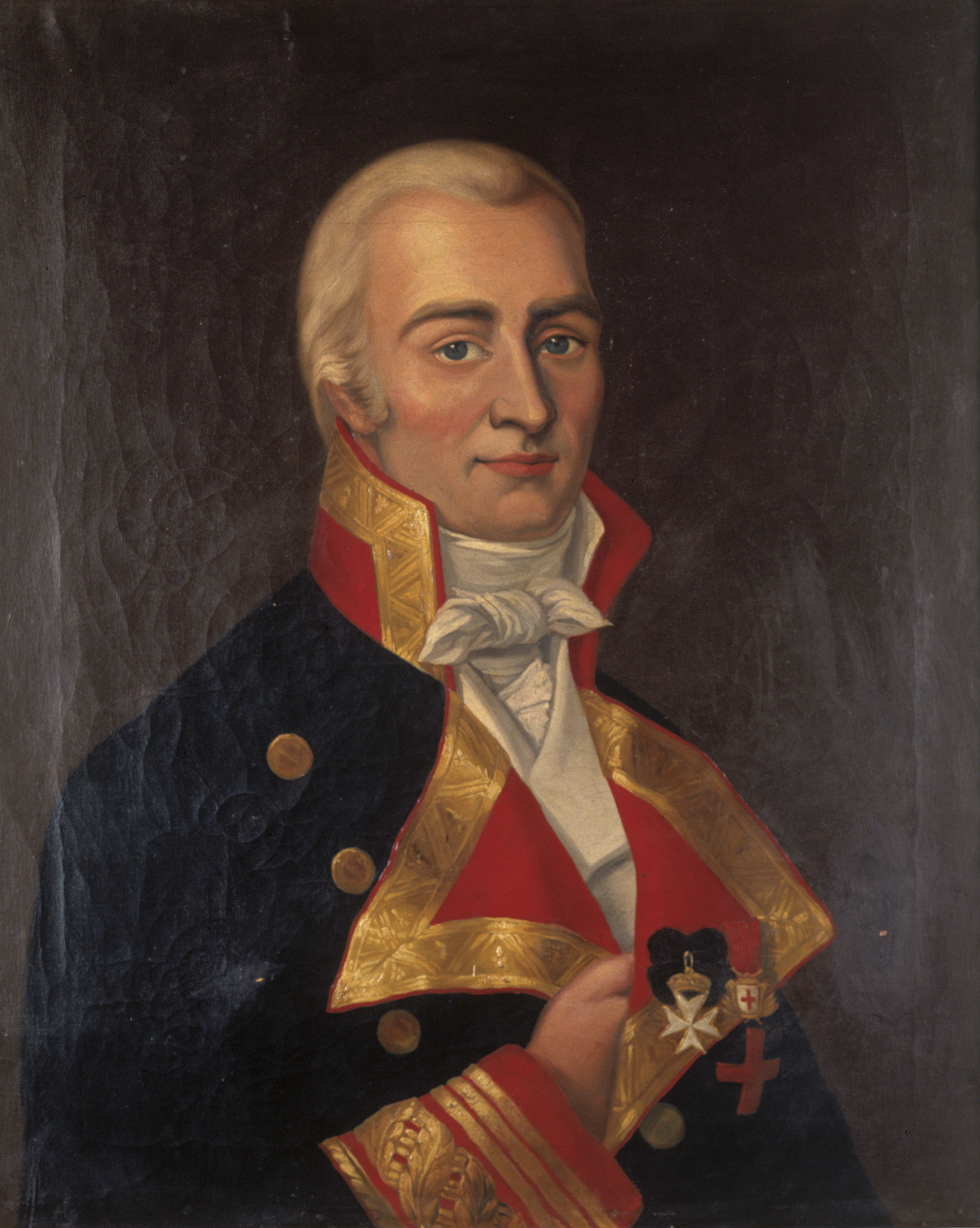
Santiago de Liniers, fusilado tras organizar una contrarrevolución contra la Primera Junta.

Al conocer las noticias del cambio de gobierno en Buenos Aires por una Junta, el exvirrey Santiago de Liniers preparó una contrarrevolución en la ciudad de Córdoba. El jefe del Ejército Auxiliar del Perú, Francisco Ortiz de Ocampo, capturó a todos los cabecillas. La orden del 17 de julio de 1810 era traerlos a Buenos Aires, pero el 28 de julio se decidió condenarlos a muerte. Dicha decisión se tomó en una resolución firmada por todos los integrantes de la Junta, excepto Manuel Alberti, que por ser sacerdote no podía dar conformidad a la pena capital. Esa medida no fue aceptada en Córdoba. Francisco Ortiz de Ocampo decidió proseguir con las órdenes originales y envió, el 10 de agosto, una nota pidiendo el perdón de los prisioneros. Por nota del 17 de agosto, Moreno ordenó a Antonio González Balcarce que saliera con 500 hombres y 4 cañones hacia Tupiza, donde debía mantenerse hasta «la llegada del grueso del ejército […] tomando las preocupaciones y fortificación que enseña el arte». Balcarce partió para el norte el 1° de septiembre. A Ortiz de Ocampo se le ordenó que fuera a Salta; Vieytes, a Tucumán para «reunir a todos los hombres aptos» de la zona.
El 18 de agosto, la Junta ratificó la orden, aunque excluyó al obispo de Córdoba Rodrigo de Orellana quien, en cambio, fue sentenciado a destierro. Castelli fue comisionado por la Junta para cumplir la ejecución que el general no había obedecido. Manuel Moreno afirmó que su hermano le habría dicho: «Vaya usted, Castelli, y espero que no incurrirá en la misma debilidad que nuestro general; si todavía no cumpliese la determinación, irá Larrea, y por último iré yo mismo si fuese necesario».
Entre sus colaboradores para la misión, Castelli eligió a Nicolás Rodríguez Peña como secretario, a su antiguo cliente Diego Paroissien como médico de campaña y a Domingo French como jefe de una pequeña escolta del regimiento Estrella.
Al amanecer del domingo 26 de agosto de 1810, el comandante French llegó a la Esquina de Lobatón, en la frontera entre Córdoba y Santa Fe, donde acampaba la columna que trasladaba a los prisioneros y reemplazó en el mando al capitán Garayo. A las diez los prisioneros llegaron a un lugar llamado Cabeza de Tigre donde encontraron al teniente coronel de húsares Juan Ramón Balcarce quien separó a los reos de sus equipajes y ordenó que se internaran en un bosque vecino, Monte de los Papagayos. Allí estaban Castelli y Rodríguez Peña al frente de una compañía de húsares ya formada. Castelli leyó la sentencia, que excluyó al obispo Rodrigo de Orellana que fue desterrado a la Guardia del Luján (actual Mercedes, provincia de Buenos Aires), y les otorgó tres horas para confesarse y escribir a sus familiares, plazo que extendió una hora más. A las dos y media de la tarde, Balcarce ejecutó la sentencia. French se encargó de rematar a los que estaban vivos. Castelli ordenó que se los enterrara en una zanja lindera a la iglesia de Cruz Alta.
La ejecución de Cruz Alta desató una fuerte campaña contra la Junta Provisoria y sobre todo contra Castelli. Treinta y tres años después, en 1843, su amigo y pariente, Nicolás Rodríguez Peña, en una carta dirigida al historiador Vicente Fidel López, justificó en forma retrospectiva aquellos sucesos

Castelli no era feroz ni cruel. Castelli obraba así porque así estábamos comprometidos a obrar todos. Cualquier otro, debiéndole a la patria lo que nos habíamos comprometido a darle, habría obrado como él.[...] Repróchennos ustedes que no han pasado por las mismas necesidades ni han tenido que obrar en el mismo terreno. Que fuimos crueles. ¡Vaya con el cargo! Mientras tanto, ahí tienen ustedes una patria que no está ya en el compromiso de serlo. La salvamos como creímos que había que salvarla. ¿Había otros medios? Así sería; nosotros no los vimos ni creímos que con otros medios fuéramos capaces de hacer lo que hicimos [...] Arrójennos la culpa a la cara y gocen los resultados... nosotros seremos los verdugos, sean ustedes los hombres libres. (Chaves, 1944, p. 170)

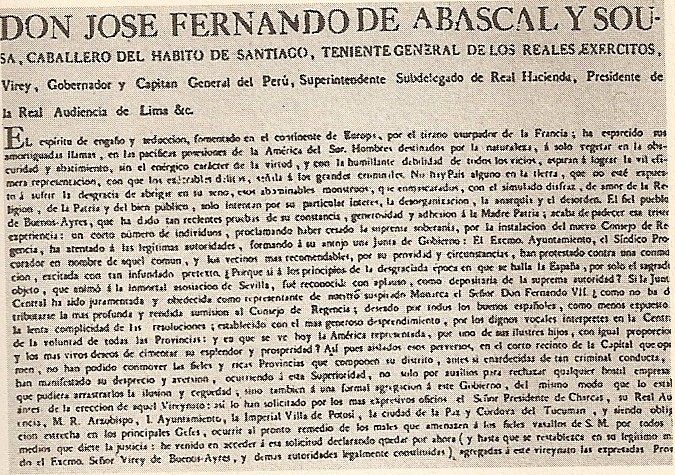
Bando realista llamando a desconocer a la Primera Junta.

Tras cumplir la orden, Castelli regresó brevemente a Buenos Aires y se reunió con Moreno. Este lo felicitó por su proceder y el 6 de septiembre de 1810, la Junta Provisional Gubernativa lo nombró, en reemplazo de Vieytes, vocal representante, «en cuya virtud la junta de comisión de la expedición reconocerá a dicho doctor Castelli por representante de la Junta, obedecerá ciegamente a sus órdenes [...] Y los pueblos interiores recibirán al doctor don Juan José Castelli como un órgano legitimo de la voluntad y sentimientos de esta Junta».
Para esta amplísima doble función le entregó instrucciones. Entre ellas, poner las administraciones en manos patriotas, ganar el favor de los indios, y arcabucear al gobernador de Chuquisaca -Vicente Nieto-, al gobernador de Potosí -Francisco de Paula Sanz-, al general José Manuel de Goyeneche y al obispo de La Paz -Remigio de la Santa y Ortega-. También se le encargó sumar al Ejército Auxiliar a «todos los soldados patricios que encuentre en el camino fugitivos del Perú», enviados en 1809 por el virrey Cisneros, al mando de Vicente Nieto, para reprimir los movimientos juntistas de Chuquisaca y La Paz.

## La campaña al Alto Perú
El 22 de septiembre de 1810, Castelli partió de Buenos Aires para dirigir el Ejército Auxiliar del Perú cuya vanguardia, al mando de Balcarce, ya se encontraba en Jujuy. La primera etapa de su rápido viaje fue la ciudad de Córdoba. En su oficio al gobierno del 30 de septiembre, Castelli informó que había tomado conocimiento de algunos aspectos generales de la administración pública, entrevistando personas importantes y al gobernador provisorio Pueyrredón sin entrar en pormenores para no dilatar la premura de su viaje. Solicitó a la Junta provisional gubernativa que reinstaure la pena de azotes para aplicarla a los desertores; pidió que no se envíen oficiales porque pensaba reemplazar a los malos con hijos de las provincias que aprenderían de los buenos oficiales y serviría como un reconocimiento al esfuerzo que hacían; también solicitó la aprobación de las modificaciones que había hecho en el camino para mejorar el funcionamiento de las postas, es decir, de las comunicaciones. Finalmente, pidió el envío de vacunas para las ciudades de la carrera y el ejército. 
El 4 de octubre, Castelli partió rumbo a Santiago del Estero. En el camino fue sobrepasando fuerzas del ejército que se dirigían hacia ese mismo destino. El 9 de octubre, al amanecer, ingresó a Santiago. Allí se encontró con Ortiz de Ocampo y Vieytes que estaban organizando la compleja logística que exigía el tránsito del ejército en una zona de escasos recursos.
Juan José Castelli fue bien recibido en San Miguel de Tucumán. En Salta, pese a ser bien aceptado, tuvo dificultades para obtener tropas, mulas, víveres, dinero o artillería.
En Salta recibió noticias de que Cochabamba había adherido al movimiento patriótico, aunque enfrentando fuerzas realistas provenientes de La Paz. Tenía también en su poder una carta de Nieto para Gutiérrez de la Concha, ya fusilado, donde relataba que un ejército realista dirigido por Goyeneche avanzaba sobre Jujuy.
Dos hechos políticos de importancia se produjeron en el Alto Perú. El 14 de septiembre de 1810, Francisco del Rivero depuso al gobernador de Chuquisaca y se adhirió a la junta de Buenos Aires. Lo mismo ocurrió en Oruro el 6 de octubre. El 22 del mismo mes, ambas intendencias unieron sus fuerzas para cerrar por el norte toda ayuda que Goyeneche pudiera enviar a Nieto. El 27 de octubre de 1810, Balcarce fue rechazado por las fuerzas de José de Córdoba y Rojas en el llamado Combate de Cotagaita que Castelli definió como «falso ataque». La vanguardia volvió a Tupiza y para acercarse más al ejército que avanzaba desde el sur se desplazó hacia la aldea de Nazareno. Castelli envió doscientos hombres y dos cañones a marchas forzadas. El 7 de noviembre de 1810, reforzado con esas fuerzas que llegaron el día anterior, Balcarce logró derrotar a Córdoba y Rojas en la batalla de Suipacha, primer triunfo del Ejército Auxiliar del Perú.
Una semana después de Suipacha, el 14 de noviembre, las fuerzas combinadas de Chuquisaca y Oruro, al mando de Esteban Arze, derrotaron a la columna de Fermín Piérola en la planicie de Aroma. La acumulación de todos estos hechos pulverizó el dominio del virrey Abascal sobre el Alto Perú.
En Potosí, uno de los sitios más prósperos del Alto Perú, un cabildo abierto reclamó a José Manuel Goyeneche que se retirase del territorio, a lo cual debió acceder ya que no contaba con las fuerzas suficientes para imponerse. El obispo de La Paz, de La Santa y Ortega, huyó junto a él.
En su marcha hacia Potosí, luego de la batalla de Suipacha, el ejército auxiliar fue incorporando oficiales y soldados del regimiento Patricios que Nieto había llevado al Alto Perú en 1809 y que en junio de 1810, sospechando de su lealtad, había disgregado en otros regimientos con excepción de unos 50 o 60 individuos, elegidos por sorteo, que había enviado a trabajar en las minas de Potosí. A los pocos meses solo dos tercios habían logrado sobrevivir al trabajo insalubre en los socavones. Este castigo produjo un gran malestar en Buenos Aires por lo que la Junta Provisional Gubernativa introdujo una cláusula especial en las instrucciones dadas a Castelli para que todos estos soldados fueran incorporados al ejército auxiliar a medida que fueran apareciendo. A su vez, la Gaceta del 6 de septiembre de 1810, no ahorró improperios contra Nieto: 

Este vejamen inaudito ha sido un desahogo propio del soez, del incivil, del indecente viejo Nieto. Este hombre asqueroso [...]. (Fitte, 1961, p. 464)

Balcarce consideró «interesante» que los sobrevivientes de las minas repararan el agravio sufrido y con los que estaban en mejores condiciones organizó una partida bien armada y con las mejores cabalgaduras para que salieran en persecución de Nieto. Como ayuda complementaria envió por separado baqueanos de la zona que por senderos desconocidos debían localizar a los fugitivos. En las cercanías de Oruro, en la aldea de San Antonio de Lipes, Nieto fue capturado y conducido a Potosí.
Castelli fue recibido en Potosí, en donde exigió a la Junta un juramento de obediencia y la entrega de Francisco de Paula Sanz y del general José de Córdoba, quienes fueron fusilados en diciembre de ese mismo año.
Instaló su gobierno en Chuquisaca, desde donde presidió el cambio de régimen en todo el Alto Perú. Proyectó la reorganización de la Casa de Moneda de Potosí, planeó la reforma de la Universidad de Charcas y proclamó el fin de la servidumbre indígena en el Alto Perú, anulando el tutelaje y otorgándoles calidad de vecinos y derechos políticos iguales a los de los criollos. También prohibió que se establecieran nuevos conventos o parroquias, para evitar la práctica frecuente de que, bajo la excusa de difundir la doctrina cristiana, los indios fueran sometidos a servidumbre por las órdenes religiosas. Castelli habló de justicia e igualdad, proclamando la grandeza del continente. En una sociedad estamental y fundada sobre la explotación minera, sostuvo que "el indio es nuestro hermano", declarando así la liberación y la igualdad de los nativos. 
Autorizó el libre comercio y repartió tierras expropiadas entre los antiguos trabajadores de los obrajes. El decreto fue publicado en español, guaraní, quechua y aimara; y también se abrieron varias escuelas bilingües. Festejó el 25 de mayo de 1811 en Tiahuanaco con los caciques indios, donde rindió homenaje a los antiguos incas, incitando a los pobladores a revelarse en contra de los españoles. Sin embargo a pesar del acogimiento recibido, Castelli era consciente de que la mayor parte de la aristocracia lo apoyaba debido al temor que les provocaba el ejército auxiliar, más que por un auténtico apoyo a la causa de mayo. Ya en su histórica proclama del cabildo abierto, Castelli había definido a los grupos opresores "partidarios de sí mismos, pues no representan al rey cautivo ni al pueblo fuente de todo poder" y las medidas que fuera ejecutando en su misión eran consecuentes con aquellas palabras.
Las órdenes recibidas de la Junta fueron ocupar con criollos todos los cargos de importancia y quebrar la alianza entre la élite criolla y la española. Entre otras, se le ordenaba que

no quede un solo europeo, militar o paisano, que haya tomado las armas contra la capital.

Desde Potosí, el 28 de noviembre de 1810, Castelli envió a la Junta dos oficios en los que proponía cruzar el río Desaguadero, frontera entre el Virreinato del Río de la Plata y el Virreinato del Perú. 
El objetivo era incorporar las intendencias peruanas de Puno, Cuzco y Arequipa, que no solo «nos desean y temen» sino porque en gran medida dependían económicamente de las provincias del Alto Perú con las que limitaban. El plan tuvo el apoyo de algunos vocales de la Junta pero Moreno se opuso. Su argumento fue que el ejército debía circunscribirse a los pueblos del propio territorio argumentando que: «la agresión intentada contra el territorio de jurisdicción diferente no era justa ni bien meditada». 
La junta rechazó el plan y le ordenó a Castelli «atenerse a sus instrucciones».
El apoyo a Castelli comenzaba a disminuir en la población realista y criolla, principalmente por el buen trato dado a los indios y la actitud hostil que el secretario de Castelli, Bernardo Monteagudo, tenía hacia la Iglesia por su postura contraria a la independencia, actitud que Castelli también hizo manifiesta en el Alto Perú. Tanto los realistas de Lima como los saavedristas en Buenos Aires los comparaban a ambos con Maximilien Robespierre. El Deán Funes los consideraba «esbirros del sistema robesperriano de la Revolución francesa».
A mediados de enero de 1811, la Junta Provisoria advirtió a Castelli que «atendiendo a la variación de las circunstancias» debía suspender las ejecuciones sustituyéndolas por penas pecuniarias o de otra índole. El 15 de enero, Saavedra, en carta personal a Chiclana, justificó los cambios en el rumbo político tras la expulsión de Moreno. Afirmó que la reunión de las provincias del Virreinato (sic) modificaron «las circunstancias» por lo que debían atenuarse «los rigores» vigentes hasta el momento. En clara alusión a Moreno afirmó que «el sistema robespierriano [sic] que se quería adoptar en esta, la imitación de Revolución francesa que intentaba tener por modelo, gracias a Dios que han desaparecido». Casi al final de la carta pidió a Chiclana que si veía a Castelli le informara lo que pasaba en Buenos Aires «y que procure venirse cuando las circunstancias lo permitan».
Preocupado por estas novedades, Castelli decidió enviar a su secretario, Nicolás Rodríguez Peña, a Buenos Aires para ver lo que estaba sucediendo. En su carta a Chiclana del 17 de enero explicó que todas las medidas que había tomado lo hizo cumpliendo órdenes de la Junta y expresó su desazón por tener que separarse de su secretario. El 21 de enero informó al gobierno la partida de Rodríguez Peña que lo hacía «fingiendo obedecer» a problemas de salud. El puesto vacante lo ocupó el auditor de guerra Norberto del Signo pero, por estar este excedido de trabajo, Castelli tuvo que recurrir a Bernardo de Monteagudo, que inició así su actuación pública.
La Junta, a propuesta del Dean Funes, nombró al español Matías Bernal como presidente de la Junta subordinada de Potosí. Bernal, un funcionario de segunda línea era, según Funes, un «chapetón y esto acredita aun más al gobierno de su integridad». Esto provocó la protesta del sindico procurador del Cabildo de Buenos Aires: es un error enviar a Potosí «cabalmente la llave del Perú [Alto Perú] un jefe que trae en su nacimiento la sospecha y desconfianza». El ayuntamiento de Potosí hizo lo mismo. Domingo Matheu calificó a Bernal como «hombre muy justificado y de muy buenas costumbres».
A fines de enero de 1811, el gobierno instruyó a Castelli para que ordenase el regreso de los cincuenta y tres expulsados de Potosí que en diciembre de 1810 habían sido transferidos a Oran, Salta. El gobierno justificó la medida diciendo que las familias de los expulsados terminarían bendiciendo «la misma mano [de Castelli] que firmó su separación». 
En primera instancia, la Junta había aprobado la medida que cumplía las instrucciones dadas a Castelli el 18 de noviembre de 1810, pero al cambiar el rumbo político, Domingo Matheu pudo interponer su influencia para salvar a dos de ellos, Salvador Tulla y Pedro Casas, con quienes mantenía relaciones comerciales. En carta a Chichana, del 28 de enero, sostuvo que fueron desterrados solo por estar en «una lista» que le entregaron a Castelli. Insistió el 27 de febrero pidiendo a Chiclana que recordara a Castelli «como de amigo» que efectivizara la medida. En otra carta a Chiclana, Matheu justificó que «por cuatro borrachones se tratase de descomponer una obra tan grande como la que tenemos para coronar». 
En cambio, el médico Juan Madera, integrante del ejército de Castelli, no compartió el criterio de la Junta: 

Sucedió que fueron perdonados y mandados volver a Potosí por orden del gobierno de Buenos Aires contra el sentimiento de todos los buenos patriotas y con notable perjuicio de la causa pública; pues en el mes de mayo de 1811 formaron estos una horrorosa conspiración, en que fueron sorprendidos en el lugar que llaman el Beaterío de Copacabana, habiendo hecho fuego y resistencia y estos individuos no se castigaron y lo mismo sucedió en Charcas con los expatriados europeos enemigos y lo mismo hubiera sucedido con los insurgentes Sanz, Nieto y Córdova, si don Juan José Castelli no los hubiera ejecutado
Juan Madera. Declaración juicio de Residencia iniciado a Saavedra (1813) en (De Gandía, 1960, p. 328) 

En el bando del 5 de enero, publicado en Chuquisaca, a nombre de la «Junta provisional gubernativa por el señor don Fernando Séptimo» y, en nombre de ella, por «su representante en el ejército auxiliador», se notó la preocupación de Castelli por el accionar que hacía la oposición en las sombras. En los considerandos, expuso que la «moderación y templanza» del gobierno en sus primeros pasos habían resultado insuficientes para «inducir los ánimos a la reconciliación» y que, por el contrario, había producido en algunos la «obcecación y la dureza». Afirmó que el recurso a otros medios, previstos por la política, fue necesario para los que, «endurecidos en la arbitrariedad y el despotismo», no cumplían con los deberes del cargo y solo querían mantenerlos para continuar enriqueciéndose, explotando al pueblo. 
A principios de febrero, Castelli desarrolló una intensa propagada contra los enemigos exteriores e interiores. En una carta abierta fechada el 5 de febrero, en castellano y quechua, dirigida a los indígenas, expuso los objetivos de la Junta Provisoria para desprestigiar a Abascal. Al día siguiente comunicó a Buenos Aires la crítica situación política en la que se encontraba el Alto Perú. Otro bando, el del 8 de febrero, repitió los mismos conceptos que en los considerandos del anterior pero su objetivo central fue cortar los rumores que circulaban contra el gobierno previendo para los responsables penas como «reos del más alto crimen» y amenazando con proceder «contra ellos militarmente».
El 11 de febrero, y para que no se repitiera la anulación de las medidas de seguridad interior realizada por la nueva Junta provisoria el mes anterior, Castelli nombró a Monteagudo como juez instructor para dar mayor legalidad a las medidas que pensaba tomar. Su misión era investigar a los autores que, con Nieto a la cabeza, produjeron el desmembramiento del Alto Perú en favor del Virreinato de Lima. Monteagudo conocía a la sociedad chuquisaqueña por haber convivido con ella y haber estado preso hasta tres semanas antes de la llegada de Castelli a Potosí. En solo cuatro días identificó a las personas comprometidas y a los que jugaron el rol de cabecillas. Entre estos figuraban Lorenzo Córdoba y José Calvimonte, nombrados por el gobierno como oidores de la Audiencia un mes atrás. La lista de los treinta sospechosos y las evidencias que los inculpaban fueron enviadas a Buenos Aires el 28 de febrero con copia al gobernador de Salta.
Dos días antes, Castelli había enviado un oficio a Buenos Aires en el que advertía que las resoluciones que tomaba el gobierno no sofocaban la oposición, la correspondencia clandestina con Goyeneche, ni los rumores y que era peligroso no tener la retaguardia asegurada mientras el ejército auxiliar avanzaba hacia el Desaguadero. Al final agregó «Mas vuestra excelencia, con mejores conocimientos a la distancia que tengo yo a la presencia, lo ha resuelto; queda obedecido y yo en irresposición(sic) [irresponsabilidad] de toda resulta».
La crisis política se infiltró en el Ejército Auxiliar. El 7 de marzo, en Oruro, se apersonaron al alojamiento de Luciano Montes de Oca un grupo de oficiales, de cuyos nombres se conocen seis más el capellán fray Manuel Antonio Ascurra. Como invitado a la reunión, figuró Toribio de Luzuriaga. Los oficiales trataron de convencer a Montes de Oca y Luzuriaga de la necesidad de apresar a Castelli y Balcarce y enviarlos a Buenos Aires. El motivo: las quejas por las expulsiones de personajes importantes hechas por Castelli. Según Montes de Oca, la propuesta lo tomó por sorpresa y no supo si era una broma o iba en serio, pero reaccionó inmediatamente y, junto con Luzuriaga, les advirtieron que cesaran en esa idea, que los pueblos tenían medios de reclamo, que no estaban autorizados para tales hechos y que los documentos probatorios que mostraban, nada contenían. Luego de una discusión acordaron que Montes de Oca y Luzuriaga llevarían la representación de los oficiales a Juan José Viamonte, a primera hora del día siguiente. Montes de Oca lo hizo esa misma noche. Viamonte manifestó que habían hecho bien en aquietar y sacarlos de aquella «locura» y que él se encargaría de transmitir estos hechos a Castelli y Balcarce. Tiempo después, Montes de Oca supo por Castelli que «jamás el coronel Viamonte les dio a entender» a Castelli y a Balcarce, lo sucedido el 7 de marzo.
El intento de motín trascendió dentro del ejército. Monteagudo lo mencionó en su declaración del 10 de diciembre de 1811 y lo atribuyó a Viamonte, a través de su agente Ascurra, «que habló como un energúmeno» en esa reunión. Agregó que, a partir de entonces, todos miraban a Viamonte con sospecha sabiendo «sus maquinaciones» con Saavedra y que Castelli y Balcarce estaban al tanto pero que habían decidido no darse por enterados para no dar mal ejemplo a los soldados ni escandalizar a la población. El médico Diego Paroissien se enteró por Juan Antonio Argerich y otros oficiales de que el principal «agente y orador» fue el padre Ascurra. Balcarce, en su descargo, dijo que no recibió ningún parte del episodio y que se enteró tiempo después en una conversación amistosa. Se justificó diciendo que por el tiempo transcurrido y no existir «ningún disgustado» no hizo averiguaciones ni trató de enterarse de lo ocurrido para que los autores no «entrasen en algunos recelos lo que podía traer funestas consecuencias».
Cinco días después, el 12 de marzo, Castelli salió de Oruro rumbo a Cochabamba. Debía averiguar las razones por las cuales Rivero no había cumplido la orden de venir con sus tropas a Oruro. Encontró una provincia adicta pero desorganizada, sin jefes. Con un empréstito compró equipos, armas y pagó el sueldo de los soldados. Nombró autoridades civiles y militares. Fue entonces que recibió el oficio de la Junta Provisional del 10 de febrero con el pedido de que «en mérito de haberse otorgado el grado de brigadier» a Rivero, este debía venir a Buenos Aires con su regimiento. La idea de trasladar a Rivero y su caballería a Buenos Aires obedecía al temor del gobierno a las unidades militares porteñas favorables a los morenistas.
Les escribió a Vieytes, Rodríguez Peña, Juan Larrea y Miguel de Azcuénaga solicitándoles que viajasen al Alto Perú y que —tras la derrota de Goyeneche— marcharían sobre Buenos Aires, pero la carta —enviada por el servicio de postas— fue interceptada por el jefe de correos de Córdoba, José de Paz, que la envió a Saavedra.

## La batalla de Huaqui

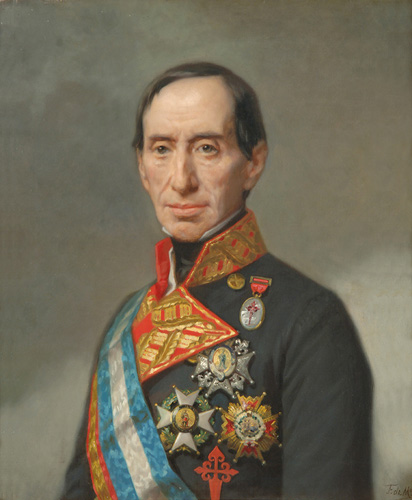
Retrato del General José Manuel de Goyeneche, pintado por Federico Madrazo.

Desde La Paz y luego de haberse asentado en el Alto Perú, Castelli había iniciado negociaciones directas con el virrey Abascal, con el ayuntamiento de Lima y con el general Goyeneche. En paralelo, según comunicaciones directas de Castelli a la Junta, se había resuelto realizar una acción decisiva que abriese camino a Lima. Pero Abascal dio las instrucciones a Goyeneche para suspender las hostilidades. 
Así, el 14 de mayo de 1811, Castelli firmó con Goyeneche un armisticio por 40 días hasta que Lima se expidiera y utilizó ese tiempo para prepararse mejor. El 17 de junio, con la respuesta del cabildo de Lima que se negaba a cualquier negociación y luego de la reunión con los jefes de división, donde se planificó el ataque, Castelli declaró roto el armisticio. Al día siguiente se puso en marcha, desde Huaqui, una division al mando de Viamonte rumbo a la salida sur de la quebrada de Yuraicoragua. El 19 de junio se sumó otra al mando de Eustaquio Díaz Vélez. 

Desde el día 6 el armisticio estaba muerto y enterrado y las acciones militares podían comenzar. Es inútil, pues, seguir hablando de una "sorpresa" o una "traición" [...] Ambos ejércitos se encontraban en pie de guerra y perfectamente alertados.(Rabinovich, 2017, p. 107)

El 20 de junio, a la 7 de la mañana, Castelli recibió la primera noticia del ataque de Goyeneche: el capitán Alejandro Heredia, a cargo de la seguridad adelantada en la entrada norte de la quebrada de Yuraicoragua, informó que se escuchaban disparos que provenían del lado sur de dicha quebrada. Castelli salió inmediatamente de Huaqui hacia donde estaba Heredia y a unos cinco kilómetros se encontró con el teniente Alejandro Saravia, edecán de Viamonte, que le confirmó que efectivamente las divisiones de Viamonte y Díaz Vélez estaban siendo atacadas. Minutos después recibió otro parte de Heredia donde le informaba que, habiéndose levantado la bruma que cubría la zona, se observaba el avance de fuerzas enemigas por la pampa de Azafranal rumbo a Huaqui.
Cuando Castelli, acompañado de Bernardo de Monteagudo, Norberto del Signo y Máximo Zamudio, llegó a la posición que cubrían los dragones de Heredia, las fuerzas enemigas ya estaban desplegando en combate su artillería, batallones y guerrillas. A las ocho de la mañana, Antonio González Balcarce, aun en Huaqui, se enteró por el teniente Saravia y otros mensajeros que las avanzadas de Goyeneche estaban iniciando el ataque en ambos extremos de la quebrada con el fin de aislar sus fuerzas de las de Viamonte y Díaz Vélez. Castelli y sus acompañantes, desde una altura situada sobre el lado izquierdo del frente de batalla, pudieron contemplar de manera privilegiada como iban llegando los primeros soldados del regimiento N.º 8 de La Paz al mando del coronel José Bolaños. Lo hacían agotados por la marcha forzada de 7 kilómetros, en forma desordenada y, en muchos casos, sin sus oficiales, La única ventaja era que estaban ocupando una posición tácticamente ventajosa para iniciar el combate. Sin embargo, en muy poco tiempo estas fuerzas comenzaron a negarse a combatir con distintos pretextos. Cuando del lado sur de la quebrada llegaron aterrados soldados y el capitán del 6.ª regimiento de Viamonte, Bernardino Paz, que a los gritos decían que las divisiones de Díaz Vélez y Viamonte, columnas vertebrales del ejército, habían sido destruidas bastó que un pequeño número de soldados corriera hacia la retaguardia para que toda la línea hiciera lo mismo. Tanto Castelli como Balcarce ordenaron a sus ayudantes que volvieran rápidamente a Huaqui para intentar frenar allí la huida de oficiales y soldados. Al quedar solos, sin ningún soldado de escolta y temiendo que en cuestión de minutos podían caer prisioneros de las guerrillas enemigas que avanzaban por los cerros, decidieron retirarse, no hacia Huaqui, sino hacia el sureste, hacia Jesús de Machaca. Según la declaración de Balcarce, 
no iban en búsqueda de Viamonte, a quien suponían derrotado, sino de la caballería de Rivero y quizás algunas fuerzas residuales de Viamonte que se hubieran podido salvar.
Balcarce no aclaró las razones por las que Rivero podría estar en Jesús de Machaca ya que a esa hora y según lo planificado, debería estar a más de 12 kilómetros de ese pueblo, al otro lado del río Desaguadero. Después de recorrer durante toda la tarde, completamente solos, valles y cerros, llevando mayormente los caballos de la rienda, Castelli y Balcarce llegaron, al atardecer, a un cerro desde donde pudieron observar a lo lejos el pueblo de Jesús de Machaca y toda la pampa circundante. Sin embargo no vieron en el pueblo a los heridos y sobre todo a los desertores que habían huido del combate en el lado sur de la quebrada, ni a las numerosas fuerzas de Viamonte y Rivero que todavía estaban formadas frente al enemigo al oeste. Como no encontraron una senda para bajar a la pampa de Machaca decidieron volver hacia la zona de Huaqui cruzando nuevamente valles y cerros en medio de una noche particularmente oscura. A la una de la mañana salieron al camino existente entre Tiahuanaco y Collocollo donde encontraron providencialmente a Luciano Montes de Oca y parte del estado mayor. Ahí se enteraron por Bolaños de que las divisiones a su cargo prácticamente habían dejado de existir porque era imposible reunir a soldados que habían perdido toda subordinación y se habían restituido a sus pueblos de origen. Tampoco sabían fehacientemente lo que había ocurrido con Viamonte, por lo que decidieron continuar hacia Laja, a donde llegaron a las tres de la mañana.
De un ejército de 6000 hombres que tenía al amanecer del día 20 de junio, Castelli no disponía de un solo soldado que lo escoltara al anochecer. «De los seis meses de esfuerzo organizando un ejército y un gobierno no quedaba nada; solo un estado mayor compuesto por un puñado de […] rioplatenses venidos, sin que los llamen, de las provincias de abajo».

## La retirada
Castelli llegó a Oruro el 23 de junio y encontró una ciudad totalmente convulsionada por los excesos cometidos por las tropas en retirada. Viendo peligrar su vida decidió retirarse al día siguiente hacia Chuquisaca. En el camino, lo alcanzó un mensaje de Díaz Vélez diciendo que había ocupado Oruro y que podía volver. De vuelta a Oruro se dio cuenta de que era imposible reunir tropas en esa ciudad por lo que decidió pasar a Chuquisaca. El 28 de junio, desde Macha, a medio camino entre Oruro y Chuquisaca, Castelli envió un oficio al gobierno en el que responsabilizó a las fuerzas paceñas, especialmente a sus oficiales, por la derrota de Huaqui. Ya en Chuquisaca Castelli consideró que reorganizando el ejército y con el apoyo de Cochabamba, Chuquisaca y Potosí se podía enfrentar a Goyeneche que, hasta ese momento, continuaba en Cepita, al otro lado del río Desaguadero.
Las medidas que adoptó Castelli fueron no permitir que las pocas fuerzas reunidas fueran en ayuda de los cochabambinos o que se incorporaran altoperuanos en sus filas. A pedido de Del Rivero y de la junta de gobierno de Cochabamba accedió a que Díaz Vélez y un grupo de oficiales de artillería fueran de apoyo a Cochabamba. También envió dinero, armas y pidió ayuda a otras provincias.
El 4 de agosto, Castelli y Balcarce salieron de Chuquisaca rumbo a Potosí. Al día siguiente, a medianoche, recibieron en el camino a un emisario del presidente Pueyrredón que desde Potosí les avisó que había estallado una revuelta popular originada por las tropas de Viamonte que ingresaron a la Villa. A medida que se fue acercando a Potosí encontró a las tropas de Viamonte que por seguridad habían salido de la Villa y nuevas noticias de lo sucedido. A instancia de Viamonte decidió desviarse con esas tropas hacia Porco, a unos 50 km al sudoeste de Potosí, informando al gobierno de la Villa «que de ningún modo entraría, ni permitiría que el general en jefe entrase en un pueblo sublevado, sanguinario e inhumano».
El 17 de agosto, desde Toropalca, a 160 km al sureste de Potosí, envió un oficio a la junta donde informó que los sucesos en la villa se debieron a una «mano diestra» y no a las tropas y que pidió explicaciones a las autoridades pero que asume que tergiversarán lo ocurrido responsabilizando a los soldados. En ese escrito sugirió a la junta que, para controlar estas provincias, sobre todo a Potosí, debía establecerse una guarnición permanente de 500 hombres y un gobierno superior en Chuquisaca con dependencia directa del gobierno de Buenos Aires. 
«Esta evaluación era exactamente opuesta a la que hacía el gobierno, que ante la debacle apostó aun más a lo que podían hacer los poderes locales». 
En esa línea se hizo el nombramiento de Del Rivero, el 2 de agosto de 1811, en reemplazo de Balcarce.
Con optimismo creía que Cochabamba detendría a Goyeneche sin saber que el 13 de agosto, Goyeneche había logrado fácilmente triunfar en Sipe Sipe debido al total desbande de las tropas cochabambinas, que ni Del Rivero ni Díaz Vélez pudieron impedir.
Castelli llegó a la posta de Quirbe el 17 de agosto y a la noche recibió un oficio del gobierno de Buenos Aires en donde le comunicaban que había cesado como representante y que debía volver a la capital para hacerse cargo de sus funciones como vocal de la Junta. Desde Tupiza, el día 26, informó a la junta que había recibido esa notificación.
A su llegada a Tucumán, el 17 de septiembre de 1811, Castelli tomó conocimiento de una nueva orden de la Junta. La misma disponía su detención y traslado a Catamarca donde debía permanecer hasta nuevo aviso. En su tránsito por Tucumán con destino a Salta, la noche del 24 de septiembre de 1811, Cornelio Saavedra, acompañado por el doctor Manuel Felipe Molina y el coronel de húsares Martín Rodríguez, sostuvo una entrevista con Castelli. En la rememoración que Saavedra realizó en 1814, se consignó que Castelli atribuyó la derrota sufrida en Huaqui a la acción de espías enviados por Goyeneche, quienes, disfrazados de vendedores indígenas, lograban infiltrarse en el cuartel enemigo. Esta situación contrastaba con la imposibilidad de replicar tácticas similares. 
El 26 de septiembre, envió dos oficios a la Junta. En uno de ellos explicó que carecía de recursos para subsistir por haber destinado lo poco que tenía a gastos públicos, sufrir el robo de su equipaje y dinero y no tener nada que vender. Advirtió a la junta que cualesquiera fueran sus órdenes, estas deberían venir con disposiciones para proveerle de dinero a cuenta de sus sueldos impagos, tanto para subsistencia como traslados. Recién el 30 de octubre, la Junta de Tucumán, a instancia del gobierno de Buenos Aires, le entregó 500 pesos para continuar su viaje a la capital.
Con la misma fecha que envió el oficio pidiendo dinero despachó otro oficio donde con altivez sostuvo que, así como debía obedecer las órdenes del gobierno, este debía asegurarle los derechos que la ley otorga a un ciudadano común. Esta opinión la basó en su doble carácter de vocal de la Junta y funcionario comisionado especialmente. Con sutileza argumentó que su honor estaba ligado al del gobierno porque este lo había nombrado. Después de afirmar: «Yo no huyo el juicio: antes sabe vuestra excelencia, lo reclamo”, pidió que se suspendan los impedimentos para continuar su marcha a Buenos Aires y así poder presentarse en el juicio hasta satisfacer los cargos.

## Juicio y muerte
Después de Huaqui, Juan José Castelli quedó en una situación de soledad política. Esa presión en su contra era todavía mayor al considerar que el antiguo partido de la revolución se encontraba dividido y el sector al que Castelli adhería políticamente había sido corrido del poder efectivo en el levantamiento del 5 y 6 de abril. Ese suceso marcó un punto de quiebre dentro de la política del gobierno patrio donde el sector saavedrista no solo se hizo con el control de la Junta, sino que también comenzó a atacar al sector más radicalizado al que pertenecía el ex vocal de la Revolución de Mayo, quien además se había manifestado públicamente en contra de ese movimiento.
El 17 de septiembre, en Tucumán, Castelli no solamente se enteró de la orden de detención, embargo de pertenencias y traslado a Catamarca sino del inicio de un proceso. El 26 contestaba al gobierno negándose a acatar la orden de ir a Catamarca aduciendo que por derecho no podía anticiparse el confinamiento sin estar cerca de los jueces y ser oido. Castelli se trasladó a Buenos Aires y durante el viaje se produjo el colapso de la llamada Junta Grande y finalmente la asunción plena del "Triunvirato" que en nada cambió la situación procesal de Castelli. 
El nuevo gobierno y el periódico la Gazeta de Buenos Aires lo acusaron de la derrota y buscaron realizar un castigo ejemplificador, mientras que el antiguo partido de la independencia se encontraba dividido entre quienes se habían unido a las corrientes del nuevo gobierno y quienes ya no gozaban de poder efectivo.
Una vez llegado Castelli a Buenos Aires, el 4 y 5 de diciembre de 1811, el Triunvirato tomó dos medidas para iniciar el juicio con especial atención a la «desgraciada dispersión» ocurrida en Huaqui y todo lo relacionado con ella. La primera fue ordenar que Castelli se presentara detenido en el cuartel del regimiento Patricios cuyo cumplimiento informó su comandante, Manuel Belgrano, el 5 de diciembre. La segunda fue designar al conjuez de la Audiencia doctor Vicente Anastasio Echevarría y al asesor del gobierno José Miguel Carvallo como conjueces del proceso judicial. El escribano Francisco Antonio Sayas fue designado para llevar el registro de todas las actuaciones y las comunicaciones pertinentes entre las partes.
Recién el 15 de enero los jueces solicitaron al gobierno una lista de los militares y civiles en condiciones de declarar y un soldado de caballería como auxiliar para las diligencias. Dos días después, el gobierno reprendió a los jueces ya que se había enterado con "sumo dolor y sorpresa" que el doctor Castelli se presentaba públicamente por las calles pese a la orden de arresto impartida. El 21 de enero, con motivo de la notificación recibida, Castelli envió una "representación" en la que aclaró que nadie le había notificado que debía estar arrestado y relató que estando en tal situación en el regimiento Patricios, el 7 de diciembre a la madrugada, se le ordenó que saliera del mismo y que voluntariamente fue al Fuerte desde donde con conocimiento del gobierno se retiró a su domicilio. Reclamó por la inacción del proceso y mencionó que el 16 de enero, en una conversación informal con Carvallo, este le había dicho que su causa «aun estaba por comenzar».
Tres días después recusó a Echevarría por tener «en sus relaciones con personas y sobre hechos de incidencia de mi causa motivos de hacerme temer parcialidad». Los historiadores suponen que uno de los motivos fue que Echevarría había actuado años atrás como asesor y abogado de Liniers aunque era amigo de Belgrano y lo había acompañado en su reciente misión diplomática al Paraguay. De Carvallo solo objetó que su tarea como asesor del gobierno podría dificultar «activar el curso del asunto». Esta recusación dio lugar a una nueva demora. El gobierno nombró al doctor Antonio Álvarez Jonte, quien se excusó dos veces por falta de conocimiento y tiempo en una «causa que [...] es un problema que envuelve necesariamente la opinión de Buenos Aires». El 6 de febrero, el gobierno nombró "sin que se oiga excusa alguna" al doctor Tomás Antonio Valle. Entre la recusación y el nombramiento de Valle, Castelli presentó tres representaciones insistiendo sobre distintos problemas procesales de los cuales los principales eran la demora, no saber las causas y la razón de las sucesivas órdenes de detención.
El 14 de febrero comenzó el sumario. Los jueces elaboraron 19 preguntas que los testigos debían contestar. Con este listado determinaron los posibles delitos, cuando en un juicio de residencia, lo habitual era que las acusaciones fueran presentadas por funcionarios y particulares. Las preguntas abarcaron un sinnúmero de asuntos y estaban temáticamente desordenadas. Sobre la batalla de Huaqui se les preguntó sobre discordias entre oficiales, estado y disciplina del ejército, juntas de guerra realizadas, tratamiento dado a los oficiales y soldados cochabambinos, quién había roto la tregua y sobre una supuesta huida del acusado y Balcarce del campo de batalla con abandono de armas y equipo. Otro grupo de preguntas versaron sobre el cumplimiento de las instrucciones dadas por el gobierno en septiembre de 1810, la que fue incorporada al expediente. Dos preguntas trataron el tema político: primero, la lealtad el rey Fernando VII; segundo, si se pretendió atacar al gobierno con el proyecto de formar en Potosí un «congreso de las provincias del Alto Perú». Se hicieron preguntas sobre el comportamiento de Castelli como funcionario: si había recibido regalos o cohechos; si había tenido comunicación y trato carnal con mujeres, vicios de bebidas fuertes o juegos, si había sabido de ideas o conductas antirreligiosas entre los oficiales y si tomó las medidas para castigarlas.
El 15 de febrero comenzó el interrogatorio que se extendió, casi diariamente, hasta el 18 de marzo. Desfilaron 17 testigos: 13 oficiales, 2 médicos y 2 clérigos. De todos ellos solo un testigo había estado con Castelli en la batalla. El 2 de abril llegó desde Mendoza la importante declaración escrita de José Bolaños, comandante de las dos divisiones que desertaron masivamente en Huaqui. Quedó demostrado que tanto Bolaños como Balcarce y Castelli quedaron literalmente solos frente al enemigo. Los interrogatorios se suspendieron hasta el 27 de abril. Debido a esta nueva demora, el Gobierno Superior Provisional solicitó por decreto que los jueces tomaran declaración a Balcarce, Viamonte y Monteagudo que estaban en Buenos Aires. Castelli tenía que presentar una "memoria instructiva de sus operaciones" para que los jueces y el gobierno formaran «concepto». El 11 de mayo, cuando el escribano Sayas quiso notificar a Castelli de este decreto, no lo halló en Buenos Aires porque se había retirado a su chacra en San Isidro. Entre el 1 y el 6 de junio declaró Monteagudo.
La parte novedosa de su declaración fue reconocer que se había atacado el poder ilegítimo de los reyes de España y propagado el sistema de igualdad e independencia. Sin culpar a Castelli reconoció que luego de los sucesos del 5 y 6 de abril se había propuesto formar un congreso en Charcas o Potosí y que Castelli estaba dispuesto a marchar hacia Buenos Aires para reponer a los expatriados. «Sus respuestas deben haber dejado helados a los jueces». Quizás existió un acuerdo de Castelli con Monteagudo debido al avance de su enfermedad pues a los pocos días le amputaron la lengua. Monteagudo lideraba además la Sociedad Patriótica, fundada a principios de 1812 que se oponía al gobierno por su política moderada. 
Días después testificaron Montes de Oca y Balcarce. Este último repitió su presentación del 3 de junio de 1812 en la causa del Desaguadero en la que ya había manifestado que no podía ser imputado por el resultado de Huaqui, porque dependía enteramente de las decisiones de Castelli. Esa presentación la había entregado previamente a Castelli para su "conocimiento y censura" y este le respondió por nota aprobando su contenido. 
El 12 de junio de 1812 declaró el último testigo: Viamonte. A partir de esa fecha, el expediente no registró ningún otro movimiento. El juicio prescribió con la muerte de Castelli ya que la causa requería de una «materia pasible de ser juzgada».
Afectado por un cáncer de lengua, Castelli falleció el 12 de octubre de 1812, con el juicio aún abierto. Momentos antes de su deceso pidió papel y lápiz, y escribió

Si ves al futuro, dile que no venga.

Tuvo un pequeño y modesto entierro en la iglesia de San Ignacio, en la ciudad de Buenos Aires, sin honras oficiales.
A su muerte, en medio del juicio y mientras el gobierno le adeudaba gran parte de sus sueldos -los cuales serían saldados 13 años después-, distintos autores sostienen que la familia Castelli quedó en la indigencia y que la propia quinta familiar debió ser subastada. Al punto tal que su biógrafo, Julio César Chávez, asegura que murió "pobre y perseguido", aunque la causa que se le había abierto jamás tuvo sentencia. 
En este contexto, su viuda, María Rosa Lynch de Castelli, inició gestiones en junio de 1819 ante las autoridades nacionales para que le reconozcan una pensión de reconocimiento a la labor que cumplió su esposo durante el proceso revolucionario, en el cual incluso llegó a gastar sus propios bienes en función de la causa política. Finalmente, el Congreso  Constituyente, que se trasladó de Tucumán a Buenos Aires en 1817, elevó ese petitorio el 26 de junio de 1819 al director supremo, José Rondeau.

## Homenajes

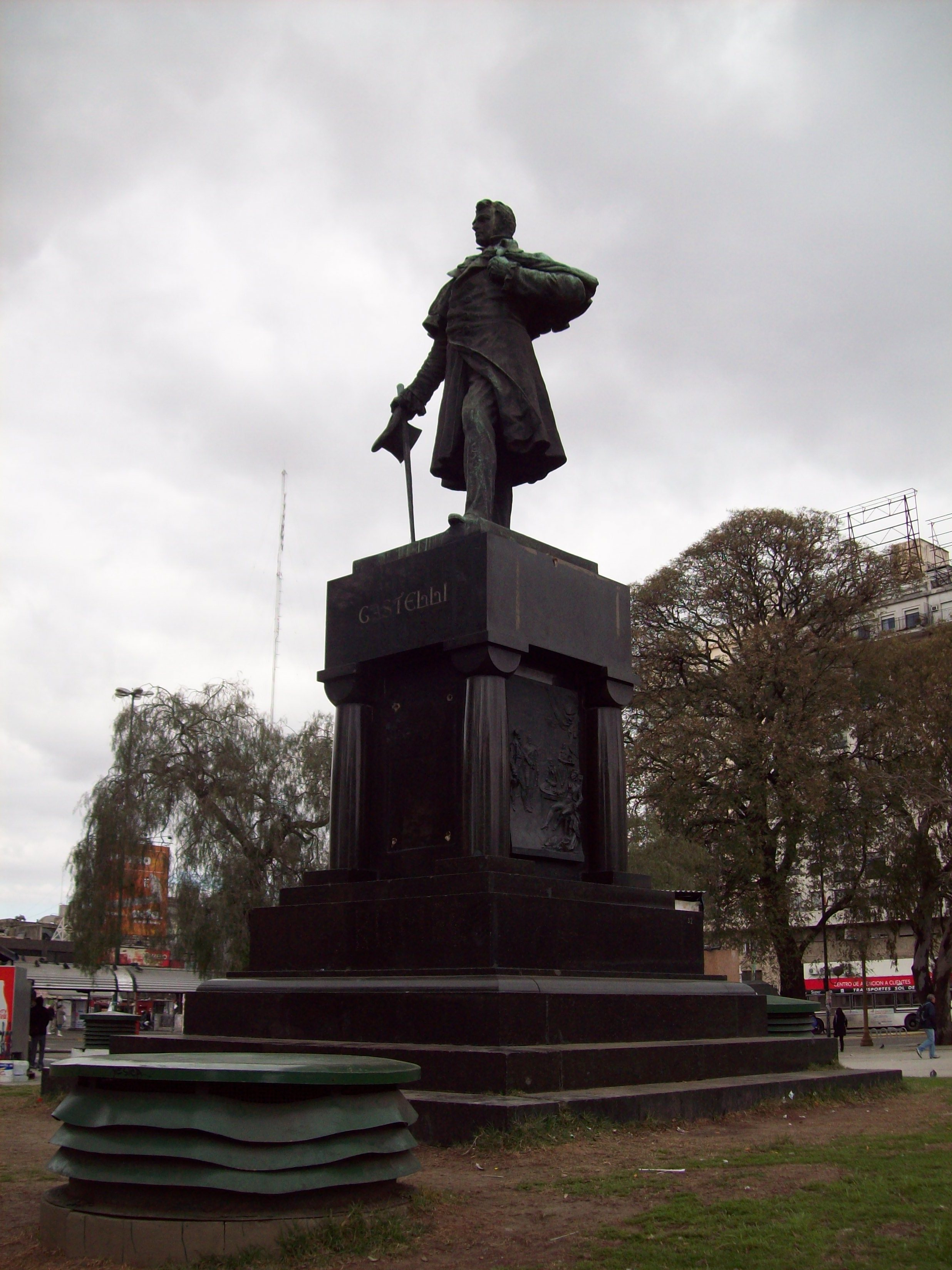
Monumento a Juan José Castelli en la Plaza Constitución, ciudad de Buenos Aires.

Una de las características que se suelen destacar de Juan José Castelli son sus capacidades de oratoria y se lo suele conocer como «el Orador de Mayo» o «el Orador de la Revolución».
En la novela La revolución es un sueño eterno, de Andrés Rivera, un Castelli que recuerda los días en que lo nombraron «orador de la revolución», vive sus últimos días con un cáncer que le lacera la lengua. El personaje de Castelli escribe en su cuaderno de tapas rojas sus recuerdos de la revolución, sus discusiones con revolucionarios y traidores, siempre desde la tristeza de ver peligrar la revolución y el proyecto de país que había gestado junto con Moreno, Belgrano y Monteagudo.
El siguiente es un fragmento que muestra una forma particular de acercamiento a la historia de Castelli y la Revolución de Mayo: 

Castelli sabe, ahora, que habló por los que no lo escucharon, y por los otros, que no conoció, y que murieron por haberlo escuchado. Castelli sabe, ahora, que el poder no se deshace con un desplante de orillero. Y que los sueños que omiten la sangre son de inasible belleza.(Rivera, 1987, p. 30)

Tres localidades argentinas, ubicadas en las provincias de Chaco, Buenos Aires y La Rioja, recuerdan al orador de Mayo.
Muchas localidades lo honran con el nombre de sus calles y plazas. Cabe destacar que la calle Castelli de Buenos Aires no parece guardar proporción con la importancia histórica del homenajeado, ya que tiene apenas cuatro cuadras de longitud. Empero los porteños también honran su memoria con un monumento levantado en la Plaza Constitución.